# Bob Dylan
Bob Dylan, geboren als Robert Allen Zimmerman (Duluth (Minnesota), 24 mei 1941) is een Amerikaans singer-songwriter en kunstenaar. Hij wordt beschouwd als een van de grootste songwriters van de Verenigde Staten in de twintigste eeuw. Op 13 oktober 2016 werd hem de Nobelprijs voor Literatuur toegekend omdat hij "de grootse Amerikaanse liedtraditie met nieuwe dichterlijke expressiemogelijkheden heeft uitgebreid".

## Plaatsbepaling
Dylan heeft een omvangrijk oeuvre op zijn naam staan, dat door sommigen op één lijn wordt gesteld met dat van Stephen Foster, Irving Berlin, Woody Guthrie en Hank Williams, die deel uitmaken van het Amerikaanse culturele erfgoed. Vanwege zijn grote betekenis voor de Noord-Amerikaanse muziekcultuur werd hem in 2012 de Presidential Medal of Freedom toegekend door president Barack Obama. Erkenning als dichter volgde in 2016 door de toekenning van de Nobelprijs voor Literatuur. Omdat hij in 2001 een Academy Award won voor Things have changed, de titelsong van de film Wonder Boys, is Dylan samen met George Bernard Shaw de enige persoon die zowel een Oscar als een Nobelprijs heeft gewonnen.

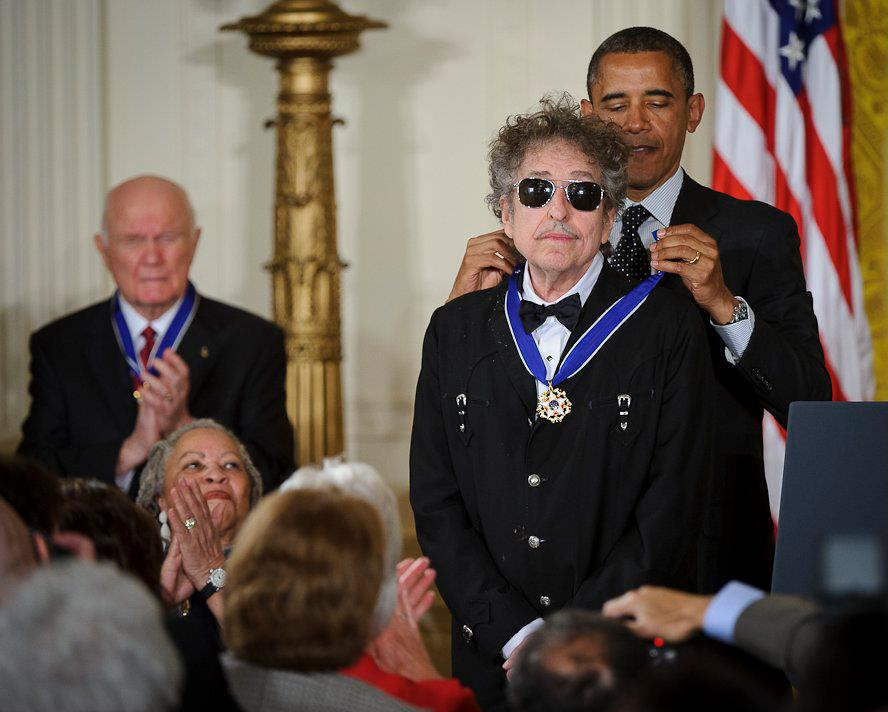
Obama hangt Dylan de "Medal of Freedom" om.

Dylans carrière begon al tijdens zijn middelbareschooltijd in het midden van de jaren 1950, maar kreeg vorm vanaf 1961 toen hij zich in de New Yorkse wijk Greenwich Village begon te manifesteren als folksinger in het idioom van artiesten als Woody Guthrie. Op zijn tweede album bleek zijn talent in het schrijven van liedteksten, hetgeen toen uitzonderlijk was: muziek werd geschreven door professionele liedjesschrijvers (Tin Pan Alley) en niet door muzikanten zelf, folkmusici konden putten uit een rijk arsenaal van traditionals. De onderwerpen van Dylans liedjes waren naast liefde, mensenrechten, burgerrechten, oorlog en sociale misstanden, meestal aangeduid als protestlied. Al snel annexeerden de beweging voor de burgerrechten en de vredesbeweging zijn liedjes als "Blowin' in the Wind", "Masters of War" en "A hard rain's a-gonna fall". Niet veel later omarmden miljoenen jongeren zijn "The Times They Are a-Changin'" (1964). Deze nummers zijn voorbeelden van Dylans vermogen om de tekst zodanig abstract te houden dat het lied een algemene zeggingskracht krijgt. Dat was nog maar het begin van een carrière die hem wereldroem bracht.
Met de toename van zijn muzikale en literaire faam ontwikkelde Dylan echter een krachtige weerzin tegen pogingen hem te bestempelen tot "stem van een generatie", "boegbeeld van de onrust in de Amerikaanse samenleving" en soortgelijke etiketten. Zijn carrière is doortrokken van die aversie: hij is de confrontatie aangegaan met zijn bewonderaars door al hun pogingen om hem op een voetstuk te plaatsen dwars te zitten. In zijn oeuvre heeft dit geleid tot tientallen liedjes waarvan het ontstaan mede uit deze weerzin kan worden verklaard. Dit is als het ware een nieuw genre in de liedkunst, waarop Dylan het patent heeft en dat vóór hem eenvoudig niet bestond. Dylans dubbeltalent van tekstschrijver en muzikant, maar ook zijn persoonlijk leven is in hoge mate beïnvloed door dit zelfverkozen verzet tegen de bewieroking die hem ten deel viel. Het is wel als zijn tragiek beschouwd dat hij de confrontatie verloren heeft. Achteraf gezien kón hij die alleen maar verliezen. Voor een goed begrip van de man en zijn werk lijkt het vermoeden gewettigd dat hijzelf de strijdbijl pas na een forse creatieve impasse omstreeks 1989 begraven heeft. Daarmee heeft hij de verschrikking van de wereldroem definitief aanvaard. Het lijkt geen toeval dat hij sindsdien wereldwijd met méér dan graagte uit zijn omvangrijke oeuvre voordraagt tijdens de circa tachtig tot meer dan honderd optredens per jaar sinds hij in 1988 is gestart met wat Dylan gewoonlijk zijn Never Ending Tour noemde.
Het is vaker gezegd: Elvis gaf de popmuziek een lichaam, Bob Dylan schonk haar de geest. In dat opzicht werd hij spoedig nagevolgd door Joni Mitchell, Cat Stevens, Ray Davies en vele anderen. In zijn eerste jaren introduceerde hij sociaal en politiek commentaar, vaak gekruid met absurdistische humor, toen velen nog over bloemetjes en bijtjes zongen. Vanaf 1964 opende hij nieuwe wegen in zijn meer persoonlijke teksten voor de weergave van het complexe gevoelsleven van de mens, door gebruik te maken van beeldspraak, maar ook van losse gedachten en invallen. Deze literaire techniek wordt wel stream of consciousness genoemd: het noteren van een veelvoud aan indrukken die zich spontaan opdringen aan het bewustzijn. Dylans teksten, waaruit ook nogal eens een somber levensgevoel blijkt, onttrekken zich aldus vaak aan een eenvoudige omschrijving of uitleg. Zij kunnen op meerdere manieren worden geïnterpreteerd. Over sommige regels en zelfs hele liedjes breken kenners zich al jaren het hoofd. Hoewel Dylan over zijn werk eens kernachtig gezegd heeft "I am my words", heeft het er alle schijn van dat ook hijzelf van sommige frasen de oorsprong of feitelijke betekenis niet (meer) weet. Hoe dan ook: dergelijke teksten waren tot begin 1965 volstrekt onbekend in de popmuziek, die door Dylans talent en zeer eigen muziekopvatting dan ook voorgoed is veranderd en sindsdien als waarachtige kunstvorm kan worden beschouwd.
Dylans tekstuele vernieuwing stoelt op een geheel eigen combinatie van twee pijlers. De ene is zijn zeer brede belangstelling voor de rijke tradities van het Amerikaanse lied, van folk en countryblues tot rock-'n-roll en rockabilly, tot aan Keltische balladen, zelfs jazz, swing en Broadway. De andere is zijn literaire belezenheid, waardoor zijn teksten vol met allusies zitten naar onder meer de bijbel en Shakespeare, Dante en Melville, en hij zich bedient van middeleeuwse structuren tot modernistische stream-of-consciousness procedés. Het resultaat is een gevarieerd oeuvre, uiteenlopend van protestsong en teksten die niet meer dan een opsomming van een lijst zijn (Rainy day women nos 12 & 35, Gotta serve somebody), via parabels (All Along the Watchtower) en surrealistische teksten (Changing of the Guards) tot volledige short stories in liedvorm (Hurricane, Tangled Up in Blue).

## Levensloop en werk

### Jeugdjaren

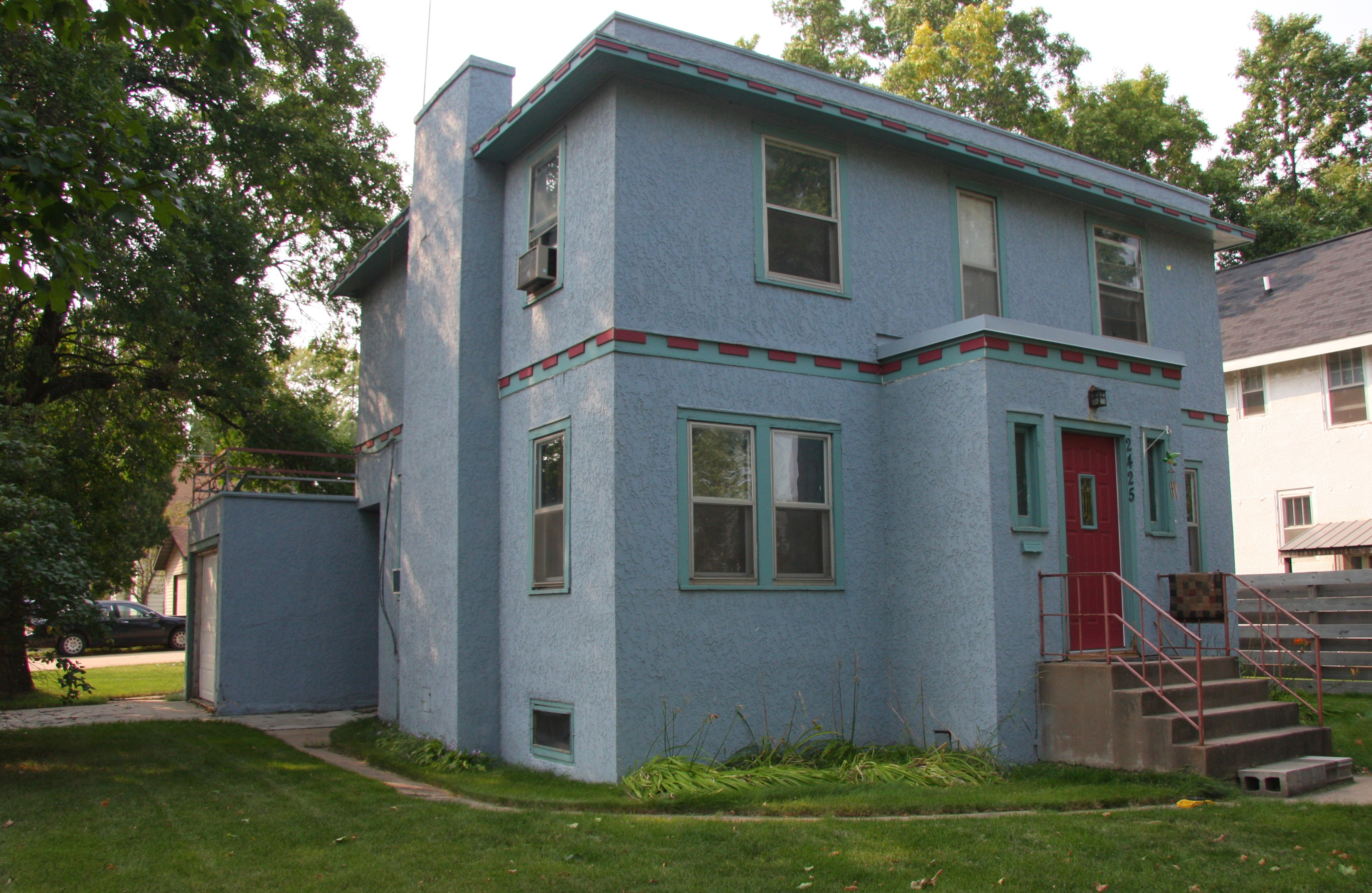
Het huis waar Bob Dylan opgroeide in Hibbing, Minnesota

Dylan werd geboren als Robert Allen Zimmerman in St. Mary's Hospital in Duluth, Minnesota op 24 mei 1941. Zijn vader was Abe Zimmerman, zijn moeder Beatrice Stone, door iedereen Beatty genoemd. Acht dagen na zijn geboorte werd hij naar Joods gebruik besneden en kreeg hij zijn Joodse naam Shabtai Zisel ben Avraham. Zijn grootouders van vaderskant waren aan het eind van de 19e eeuw uit Trabzon in het huidige Turkije naar Odessa in Oekraïne verhuisd, maar moesten in 1905 vluchten voor de pogroms van de tsaar. Zij vestigden zich in Duluth, een havenstadje aan het Bovenmeer. Zijn moeder kwam uit de vooraanstaande Joodse familie Edelstein uit Hibbing, een mijnstadje gelegen honderd kilometer ten noordwesten van Duluth en 160 kilometer van de Canadese grens. Háár grootouders waren Litouwse Joden, die in 1902 emigreerden.
Begin 1946 kreeg Abe Zimmerman poliomyelitis, waardoor hij zijn werk bij Standard Oil verloor. Zonder werk was het gezin Zimmerman gedwongen te verhuizen naar Hibbing waar Abe's broers Paul en Maurice sinds 1941 een winkel in witgoed hadden. In Hibbing bracht Bob zijn jeugd door. Als tiener luisterde hij vaak naar alle mogelijke radiomuziekstations die vanuit de zuidelijke staten hun blues en country, en later in de jaren vijftig rock-'n-roll, uitzonden en die in de avond in het noorden ontvangen konden worden. Dankzij zijn fabelachtig geheugen voor tekst en melodie zou hij een encyclopedische kennis ontwikkelen. Jaren later, in 2022, publiceerde hij de neerslag hiervan in een boek, The Philosophy of Modern Song.
Op de middelbare school, Hibbing High School, vormde Dylan zijn eerste bandje, The Golden Chords. School vond hij vervelend en soms deprimerend, en na zijn diploma-uitreiking zocht hij een baantje als ober in Fargo (North Dakota). Onder het pseudoniem Elston Gunnn speelde hij op proef enkele concerten mee als pianist bij Bobby Vee and the Shadows, maar Vee besloot hem niet op te nemen in zijn band.
In september 1959 schreef Dylan zich aan de University of Minnesota in Minneapolis in voor de studie letteren, met als hoofdvak muziek. Hij ging wonen in een huis van de joodse studentenvereniging Sigma Alpha Mu, maar na een semester staakte hij zijn studie. In de aan de campus grenzende wijk Dinkytown maakte hij kennis met plaatselijke folkmuzikanten, kocht een gitaar en begon de kunst af te kijken en sloeg ook ditmaal alle folk-traditionals in zich op.
Hier introduceerde hij zich als Bob Dylan. Er is vaak verondersteld dat deze naam een eerbetoon was aan de Welshe dichter Dylan Thomas. Dylan heeft dit ontkend ("Ik heb het een en ander van Thomas gelezen, maar dat is toch weer anders dan wat ik doe") en zei dat hij zich genoemd had naar een oom die Dillion heette (die echter nooit bestaan heeft). In zijn autobiografie Chronicles, Vol. One (2004) erkent Dylan het belang van Dylan Thomas voor de keuze van zijn artiestennaam echter wel, maar geeft hij geen bevestiging van een invloed of eerbetoon. Hij zegt alleen dat 'Dylan' klinkt als 'Allen', zijn tweede voornaam, ook de oorspronkelijke keuze voor een klinkende artiestennaam, maar terzijde geschoven omdat er in die tijd een bekende tv-persoonlijkheid was met de naam Robert Allyn.
Begin 1960 gaf hij zijn studie op en vertrok naar New York om zijn aan het ziekbed gekluisterde idool Woody Guthrie te bezoeken en voor hem te spelen. Hij trad voor weinig geld op in kleine gelegenheden, altijd met gitaar en een mondharmonica, die aan een kleerhanger om zijn nek hing. Weldra kende hij er muzikanten en andere artiesten. Hij trok van het ene naar het andere logeeradres en verbleef van mei tot september 1961 bij het echtpaar Eve en Mac McKenzie en hun zoon Peter. Hij las daar wat hij van zijn gading kon vinden en luisterde naar hem onbekende grammofoonplaten. Op vrijdag 29 september 1961 verscheen in The New York Times een lovende kritiek van criticus Robert Shelton, met een foto van Dylan, waarvan hij het knipsel dol van trots aan iedereen liet zien. Dit artikel leidde er ook toe dat hij een contract bij Columbia Records kon tekenen. Hier kwam Dylan terecht onder de hoede van John Hammond, een zeer bekende talentscout, die eind 1961 de opnames voor Dylans eerste album produceerde, dat in maart 1962 uitkwam. Zijn latere manager Albert Grossman raakte zeer geïnteresseerd, en in juni 1962 nam Grossman een eerder managementscontract van Dylan bij Roy Silver over. Op 30 augustus 1962 tekenden Dylan en Grossman een managementsovereenkomst voor 4 jaar waarin Grossman Dylans exclusieve manager werd tegen een honorarium van 20%, met daarbovenop 25% van de omzet uit de platenverkoop. Grossman verzorgde een contract van Dylan met muziekuitgever M. Witmark & Sons, gevestigd aan Madison Avenue, waar Dylan een groot aantal demoversies van zijn composities opnam. De opnames zijn in 2010 uitgebracht als The Bootleg Series Vol. 9: The Witmark Demos: 1962–1964.
In die periode waren zijn stem, zijn beheersing van muziek en het schrijven van liedjes reeds in ruwe vorm ontwikkeld. Zijn bijzondere manier van optreden, zoals zijn eerste Columbia-album, Bob Dylan (1962), bestond uit traditionele folk, blues en gospelmuziek, die hij met een paar eigen composities afwisselde, waaronder een Song to Woody. In dat jaar nam hij voor Broadside – een folkmuziek-magazine dat zo nu en dan ook platen uitbracht – enkele liedjes op onder het pseudoniem Blind Boy Grunt en liet hij op de wettelijk juiste wijze zijn naam in Robert (Bob) Dylan veranderen.

### Succes als componist

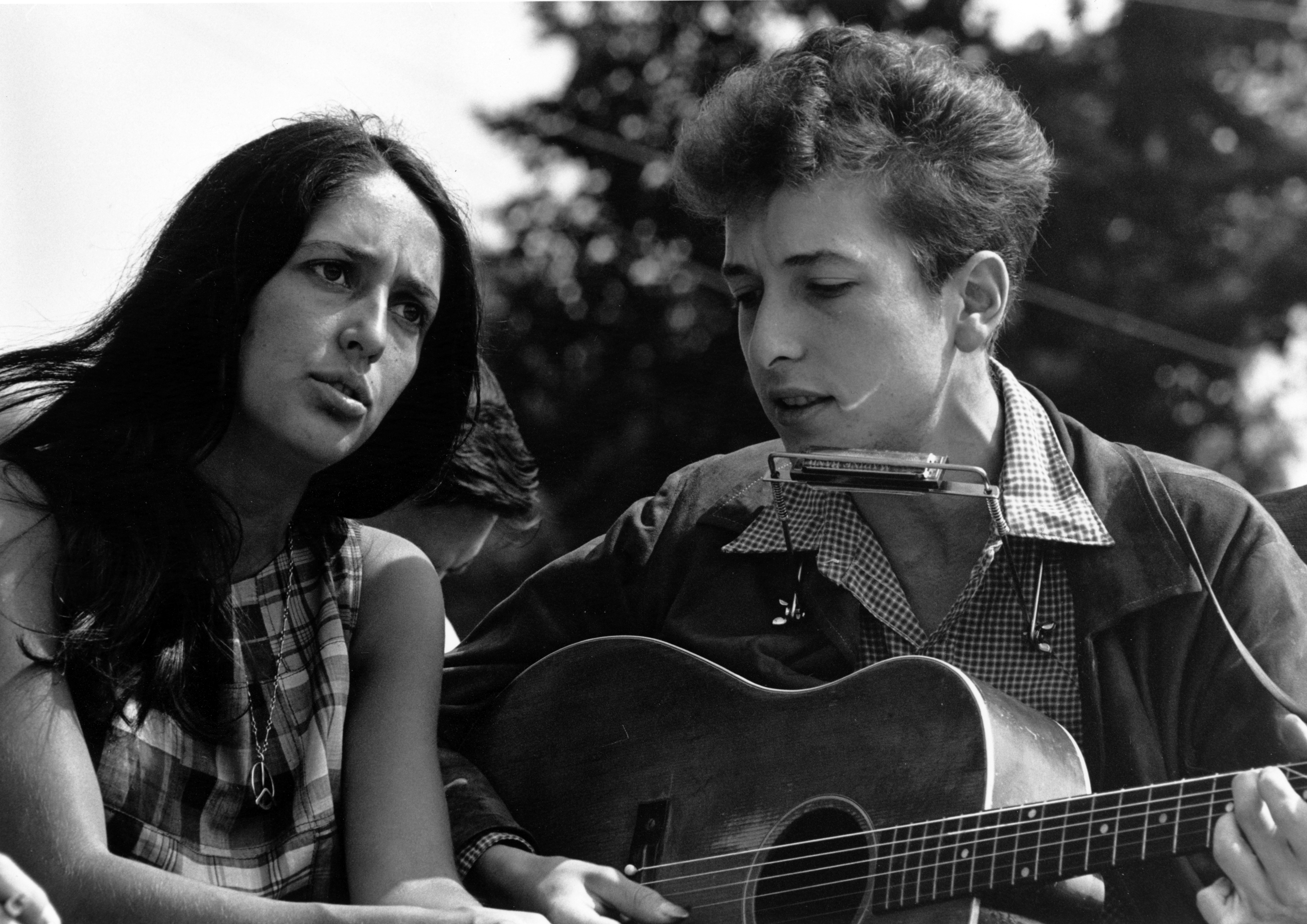
Joan Baez en Bob Dylan (1963)

Dylans eerste lp, die uitgekomen was in maart 1962, had weinig succes. In die periode werden er niet meer dan 2500 exemplaren van verkocht, en sprak men binnen CBS van Hammonds dwaasheid. Met Dylans debuutsingle "Mixed-Up Confusion" ging het nog slechter, hij werd al snel uit de handel genomen. Tegen de tijd van zijn tweede lp, The Freewheelin' Bob Dylan (1963) begon hij als zanger en liedjesschrijver naam te maken. Het liedje uit die tijd dat belangrijk was voor de doorbraak van Dylan is "Blowin' in the Wind" (1963), waarvan de melodie deels is overgenomen van het slavenlied "No More Auction Block", met een tekst die vraagtekens zet bij de sociale en politieke status quo. Grossman had in juni 1962 het folktrio Peter, Paul and Mary opgericht, dat hits scoorden met "Lemon Tree" en "Hammer Song" en liet het trio "Blowin' in the Wind" op single uitbrengen. Hun versie bereikte een 2e plaats in de Billboard hitlijst en maakte Dylan als componist beroemd. Het nummer werd door vele anderen opgenomen en was wereldwijd een hit. Dat schiep een precedent: vele andere artiesten namen voortaan liedjes van Dylan op in hun repertoire.
Op het album The Freewheelin' staat ook het ruim zeven minuten durende "A hard rain's a-gonna fall", een apocalyptisch visioen dat in 2016 op plaats 2 stond in de lijst van 100 beste Dylannummers volgens het blad Rolling Stone. Volgens dat blad is dit de eerste keer dat de einde-der-tijden – thematiek die Dylans werk zou gaan domineren, verwoord wordt. De nadruk kwam te liggen op protestliederen, aanvankelijk in de stijl van Guthrie, gaandeweg droeg hij in eigen stijl voor. Voor velen bleef te midden van de protestliederen op The Freewheelin' de mix van subtiele bitterzoete liefdesliedjes ("Don't Think Twice, It's All Right", "Girl from the north country") en koddige, vaak surrealistische rap-blues ("Talking World War III Blues", "I Shall Be Free") onopgemerkt. Deze eclectiek zou het grootste deel van zijn carrière kenmerken.
Ondanks zijn succes als componist werden de slordige presentatie, onvoorspelbaarheid en vermeend linkse instelling van Dylan door de entertainmentwereld niet aantrekkelijk genoeg geacht voor een grote doorbraak naar het kapitaalkrachtig wordende teenybopper-publiek. Veel van zijn materiaal bereikte het publiek dan ook door de vertolking van anderen. Joan Baez, een vriendin en bij tijd en wijle minnares, bracht als single "Don't Think Twice, It's All Right" en "A Hard Rain's A-Gonna Fall" uit. The Byrds hadden een nr 1-hit met "Mr. Tambourine Man", The Hollies zongen in Hollies sing Dylan een hele lp vol, Manfred Mann had een hit met "If You Gotta Go, Go Now". Er verschenen zoveel covers in de jaren 1960, dat CBS hem begon te promoten met de slagzin: "Niemand zingt Dylan als Dylan".

### Keerzijde van het protest
Tegen 1963 was Dylan een prominente vertegenwoordiger van de burgerrechtenbeweging. Hij zong op bijeenkomsten zoals de Mars op Washington, waar Martin Luther King jr. zijn historische speech I Have a Dream hield. Op het volgende album The Times They Are a-Changin' komt een uitgekiende, gepolitiseerde en cynische Dylan aan het woord. De sober klinkende plaat, die de moord op een voorvechter van de burgerrechtenbeweging Medgar Evers en de wanhoop waarin de boeren- en mijnwerkersstand als gevolg van eerdere crisissen waren gedompeld, tot onderwerp heeft ("Ballad of Hollis Brown", "North Country Blues"), wordt verluchtigd met een bijzonder (anti-)liefdesliedje "Boots of Spanish Leather". In "The Lonesome Death of Hattie Caroll", een hoogtepunt van het album, wordt de dood beschreven van een vrouwelijke bediende door toedoen van een rijkeluiszoontje. Hoewel dit niet expliciet wordt genoemd, laat dit protestlied tegen racisme er geen twijfel over bestaan dat de dader blank is en het slachtoffer zwart.
Op het einde van dat jaar voelde Dylan zich gemanipuleerd en in zijn vrijheid beperkt door de folk/protestbeweging. Tijdens de uitreiking van de Tom Paine Award die hem – vlak na de moord op John F. Kennedy – door de Emergency Civil Liberties Committee werd toegekend, verscheen een dronken Dylan. In een onsamenhangend dankwoord vroeg hij zich af wat nu eigenlijk de rol was van het comité; om de grappige opmerkingen die Dylan maakte over de ouderdom en de kaalheid van sommige van de aanwezigen kon men nog lachen, maar dat ging later over in tumult toen hij vertelde dat hij wel iets van zichzelf herkende in Lee Harvey Oswald, de vermoedelijke moordenaar van de president.
De boodschap was niettemin duidelijk, zowel van de kant van Dylan als van degenen die hem uitjouwden: Dylan en de burgerrechtenbeweging waren bezig uit elkaar te gaan. Sommigen vonden dat de scheiding niet ideologisch bepaald was, maar eerder een gevolg van Dylans begrijpelijke weerzin om de titel "Stem van zijn generatie" te dragen. Of, zoals Dylan veel later stelde, de ceremoniemeester van zijn generatie.
Het was daarom onvermijdelijk dat zijn volgende album Another Side Of Bob Dylan (1964) een ommekeer was ten opzichte van zijn voorgaand werk. De titel werd verzonnen door producer Tom Wilson. Dylan zelf was niet blij met de titel, hij zag zichzelf nooit als protestzanger. Het album opent met All I really want to do, een latere hit van The Byrds en Cher. De cabareteske Dylan treedt opnieuw op in I Shall Be Free # 10 en Motorpsycho Nightmare. Spanish Harlem Incident en To Ramona zijn liefdesliedjes. Ballad in Plain D is een vrijwel letterlijk verslag van Dylans kapotgelopen relatie met Suze Rotolo (Susan Elizabeth Rotolo, 1943–2011), met wie hij nog gearmd op de fotohoes staat van Freewheelin'. Ook I Don't Believe You is een liedje over een vluchtige liefde. Muzikaal was Dylan veranderd. Another Side is het eerste album waarop hij piano speelt (hoewel slechts een nummer, Black Crow Blues). De maatvoering en de bas door zijn linkerhand kondigt al de terugkeer aan naar de folkrockmuziek het jaar daarop.
Misschien van meer belang voor de latere ontwikkeling waren twee andere nummers. Chimes of Freedom was het eerste van een nieuw soort Dylanliedje: voor een poplied van lange duur en zeer impressionistisch van aard. Het lied behoudt weliswaar een element van sociaal commentaar, maar de actualiteit zoals die te herkennen is uit Dylans vroegere werk, is hier verdrongen door een verdicht metaforisch landschap, een stijl die later door Allen Ginsberg werd gekarakteriseerd als een 'keten van aan en uit flitsende beelden'.
My Back Pages, in dezelfde stijl maar persoonlijker, bevat een vernietigende aanval op het zwart-witdenken, de eenvoud en de bloedige ernst van zijn eigen eerdere werk. Bij wijze van excuus, of zelfs verdediging, zingt Dylan: "Ah, but I was so much older then/I'm younger than that now". ("Ach, maar ik was zo'n stuk ouder toen, veel jonger ben ik nou"). Weinigen hebben de overgang in zijn werk en zijn denken van 1963 tot 1965 beter verbeeld dan hijzelf.

## Doorbraak
Dylans artistieke ontwikkeling verliep in 1965 zo heftig, dat critici en fans steeds een paar passen achterliepen. Bringing It All Back Home, dat in maart 1965 verscheen, is een volgende stilistische hink-stap-sprong na Another Side Of Bob Dylan. De eerste kant van de elpee lijkt zeker onder invloed van The Beatles en door de rock-'n-roll uit Dylans eigen jeugd tot stand te zijn gekomen. The Beatles op hun beurt raakten beïnvloed door Dylans muziek en teksten (John Lennon verklaarde dit later met zoveel woorden in interviews). De lp bevat met "Subterranean Homesick Blues" en "Maggie's Farm" Dylans eerste originele uptempo rockliedjes.
De muziek op de A-kant van het album is nu volop elektrisch en voor het eerst met sessiemuzikanten. Dylan had die al lang gewild, maar kon deze nu eindelijk betalen. Er is alles voor te zeggen om in deze lp een nieuwe start te zien. In tekstueel opzicht zijn de liedjes typisch Dylan-materiaal: droog-geestig, een reeks van groteske, beeldsprakerige beschrijvingen. Het rap-achtige eerste nummer "Subterranean Homesick Blues", enigszins schatplichtig aan Chuck Berry's "Too Much Monkey Business", is te zien in het begin van D.A. Pennebakers Don't Look Back (en veel later op MTV). De clip, met een cameo van de dichter Allen Ginsberg en roadmanager Bob Neuwirth op de achtergrond, werd op 8 mei 1965 opgenomen in Savoy Steps, een steegje bij het Savoy Hotel in Londen. Deze avantgardistische documentaire omvat een verslag van Dylans tournee door Europa in 1965. De film werd in de jaren zestig elk jaar opnieuw vertoond in bepaalde Nederlandse bioscopen (Sinterklaasavond 1976 was de eerste keer dat er überhaupt iets van Dylan op de Nederlandse televisie te zien was).
Kant B van het album is van een andere orde en bestaat uit vier lange akoestische liederen. De onconventionele, politieke, sociale dan wel persoonlijke inhoud is rijk opgetuigd met dichterlijke beeldtaal. Een van deze liedjes, "Mr. Tambourine Man", bezorgde The Byrds een grote hit in hun eigen karakteristieke samenzang en met een arrangement van Roger McGuinn voor 12-snarige gitaar. Het wordt beschouwd als een van Dylans klassieke composities.
Bringing It All Back Home was Dylans eerste album waarmee hij in de VS de top 10 behaalde, de single "Subterranean Homesick Blues" was Dylans eerste die de hitlijsten haalde, met een piekpositie op nummer 39. In het Verenigd Koninkrijk piekte de single naar nummer 9, in Nederland werd de 26e plaats gehaald in week 29 van de Nederlandse Top 40. Met opvolger  "Like a Rolling Stone" zou Dylan internationaal doorbreken.

### Creatief hoogtepunt
In 1965 kocht Dylan Hi Lo Ha, een huis in Byrdcliffe, anderhalve kilometer van Woodstock en nabij het huis van de Grossmans in Bearsville, maar hij verbleef er nog weinig. Zijn beroemdste song "Like a Rolling Stone" schreef hij in New York. "Like A Rolling Stone" werd op 16 juni 1965 aldaar door Tom Wilson opgenomen met Mike Bloomfield op gitaar en met het beroemde orgelintro van Al Kooper, die eigenlijk helemaal geen organist was. De single werd een hit in de Verenigde Staten (en het voor Nederland betrekkelijk hoge nummer 7). Het nummer bevestigde opnieuw Dylans reputatie als liedjesschrijver. Met een lengte van meer dan zes minuten overschreed het de betamelijke grenzen van de hitparade van die tijd en was ongeschikt voor de radio. Het kenmerkende, volle 'bandeloze' geluid en de simpele orgelriff zouden Dylans volgende album Highway 61 Revisited karakteriseren.
In de zomer van 1965 trad Dylan voor het eerst in het openbaar op met begeleiding van een band tijdens het Newport Folk Festival, waar hij al eerder in 1963 en 1964 akoestisch had opgetreden. Zijn band bestond uit Mike Bloomfield, Al Kooper en andere leden van de Paul Butterfield Blues Band waaronder drummer Sam Lay. Er bestaan twee uiteenlopende verslagen van de reactie van het publiek op dat pophistorisch vermaarde optreden van Dylan in 1965. Feit is dat Dylan een heksenketel van toejuichingen én gescheld over zich heen kreeg toen hij het podium al na drie liedjes verliet. Het ene verhaal wil dat de scheldpartijen afkomstig waren van buiten zinnen geraakte folkfans die zich volkomen vervreemd voelden van een Dylan met een elektrische gitaar. Het andere verhaal luidt dat de fans gewoon genoeg hadden van de slechte geluidskwaliteit, en het korte optreden niet konden waarderen. Wat het ongenoegen van het publiek ook veroorzaakte, Dylan keerde spoedig terug naar het podium en zong twee akoestische nummers, die veel beter ontvangen werden.
Maar het belang van deze gebeurtenis in Newport vestigde zich in het bewustzijn van de nieuwe rusteloze generatie. Bedachtzame akoestische muziek leek niet langer te bevredigen, zelfs niet van traditiebewuste zangers als Dylan. De tijden waren veranderd, en in deze ongecontroleerde toestand leek slechts met elektrische power de juiste expressieve snaar geraakt te worden.

### Highway 61 Revisited

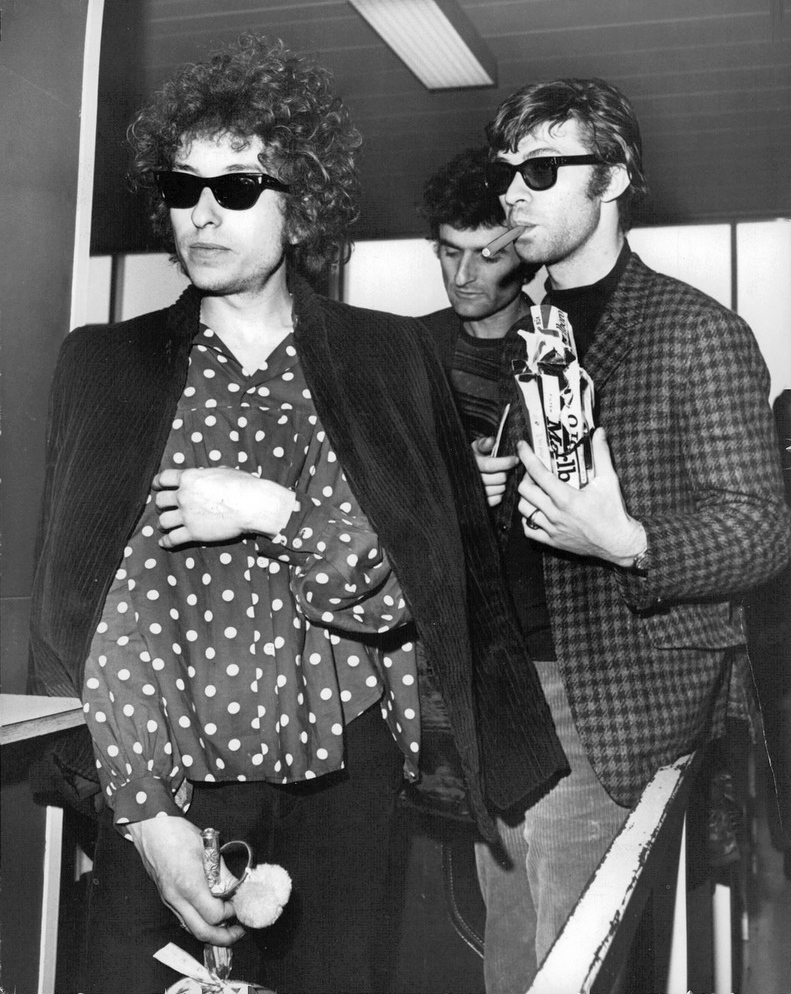
Stockholm, met Robbie Robertson, 1966

De titel van Dylans zesde lp, Highway 61 Revisited is een verwijzing naar de weg die van Dylans geboortegrond, Minnesota, rechtstreeks voert naar het muziekparadijs New Orleans. Ook refereert de titel aan bluesliederen zoals Mississippi Fred McDowells 61 Highway. De liedjes malen door dezelfde muzikale groeven als zijn hit Like a Rolling Stone: het zijn stuk voor stuk surrealistische litanieën "à la grotesque", opgesierd door Bloomfields bluesgitaar, Al Koopers orgel en een vaste ritmesectie. Een aantal opnames vonden plaats op 15 en 16 juni, een tweede sessie vond plaats tussen 29 juli en 4 augustus, ditmaal onder leiding van producer Bob Johnston. Dylans plezier tijdens de opnamen is hoorbaar. De elektrische versterking en de beat van de blues-rock beheersen het album en allen die nog hoop hadden Dylan te mogen rekenen tot de "nieuwe folk"-categorie, komen bedrogen uit. Het indrukwekkende lied "Desolation Row" ademt een sombere apocalyptische visie met tal van verwijzingen naar figuren uit de westerse cultuur.
Om het album te promoten werd Dylan geboekt voor twee concerten in de VS, en begon hij een band samen te stellen. Bloomfield wilde de Butterfield Band niet verlaten, Dylan wist echter twee sessiemuzikanten te interesseren, Al Kooper en Harvey Brooks, evenals Robbie Robertson en Levon Helm, leden van The Hawks, de begeleidingsband van Ronnie Hawkins. In augustus 1965 werd de groep in Forest Hill Auditorium door een behoorlijk deel van het publiek, ondanks Newport, uitgejouwd. De roep om de akoestische troubadour van de voorgaande jaren klonk opnieuw luid. Toch kreeg het optreden op 3 september in de Hollywood Bowl weer een goed onthaal.
Kooper en Brooks wilden niet vast met Dylan op tournee. Dylan slaagde er ook niet in om een favoriete begeleidingband van Johnny Rivers met gitarist James Burton en drummer Mickey Jones over te halen zijn gewone verplichtingen voor een poosje in de steek te laten. Dylan huurde toen voor zijn komende tournee The Hawks, naast Robertson en Helm bestaande uit de multi-instrumentalisten Rick Danko (bas en viool), Garth Hudson (orgel, saxofoon en accordeon) en Richard Manuel (piano en drums). Met hen (de latere groep The Band, maar met Bobby Gregg als vervanger van Levon Helm) voerde hij een aantal studiosessies uit, ook in een poging om een opvolger van Highway 61 Revisited op te nemen, maar Dylan was met het resultaat niet tevreden.
Op 2 november 1965 huwde Dylan in het geheim Sara Lownds. Hij adopteerde haar dochter uit een eerder huwelijk Maria Lownds (21 oktober 1961). Dylan en Lownds kregen vier kinderen: Jesse (9 januari 1966), Anna, Samuel en Jakob (9 december 1969). In de jaren negentig werd Jakob Dylan bekend als leadzanger van de band The Wallflowers. Jesse Dylan werd filmregisseur en succesvol zakenman. Dylan en Lownds scheidden in juli 1977, hoewel ze nog vele jaren lang contact hielden, volgens sommige berichten nog steeds.

### Blonde on Blonde
Terwijl Dylan en The Hawks op de tournee een steeds welwillender publiek meemaakten, stagneerden de vorderingen in de studio. Op een suggestie van John Hammond bracht Bob Johnston Dylan naar Nashville voor plaatopnamen. Hij werd hier begeleid door de beste sessiemuzikanten uit Nashville onder leiding van Charlie McCoy. Alleen Robertson en Kooper kwamen uit New York mee over en speelden een meer bescheiden rol. De Nashville-muzikanten slaagden erin het "ijle kwikzilveren geluid", voort te brengen, zoals Dylan het later zou noemen, en een plaat die als een van de klassiekers uit de Amerikaanse populaire muziek wordt beschouwd, Blonde on Blonde (1966).
Dylan begon vervolgens aan een ambitieuze "world tour". Deze leidde hem en The Hawks in het voorjaar van 1966 door Australië en Europa. Het stramien was dat het eerste deel van de avond akoestisch verliep, daarna volgde elektrisch rockgeweld. Er waren 24 shows in totaal. Dylan sliep weinig, gebruikte speed en was prikkelbaar. Rauw was de confrontatie met het publiek in de Manchester Free Trade Hall in Engeland. De opname van dit optreden, abusievelijk steeds het "Royal Albert Hall"-concert genoemd, werd officieel eerst in 1998 uitgebracht. Vlak voordat hij aan het laatste lied wilde beginnen, schold een boze folkfan, die het niet kon accepteren dat Dylan met elektrisch versterkt geluid aan de gang was gegaan, hem uit voor "Judas". Dylan zei dat hij daar niets van geloofde en noemde hem een leugenaar: "You're a liar!". Tegen de band zei hij "Play fuckin' loud!", en die zette daarop keihard het laatste nummer van die avond in, "Like a Rolling Stone".

### Einde van de protestzanger
Dylan voelt zich al lange tijd gegijzeld door de vasthoudende folkfans, maar ook door de linkse studenten die hem een politieke leidersrol toedichtten, en, na de burgerrechtenbeweging, hem nu het liefst vooraan zagen lopen in anti-Vietnamdemonstraties. De immense Amerikaanse Stars en Stripes, opgehangen achter op het podium van een Parijse concertzaal, is duidelijk een van Dylans protestacties tegen de voortdurende, politieke aanspraken op zijn persoon. De vlag is de politieke, visuele, tegenhanger van het vocale protest "Play it fuckin' loud", tegen een muziekgezelschap dat hem bij zich wil houden. Maar hoe hard zijn protesten ook klinken of tonen, het dringt niet door; Dylan blijft de ongewilde held van zijn generatie, of, zoals hij later zelf zal opmerken: "de woordvoerder van een generatie". De protesten in zijn liedjes zijn in deze tijd allang niet meer maatschappelijk geïnspireerd, maar een vertolking van verknoeide liefdesrelaties, verraden verwachtingen, of een absurd levensgevoel.
Dylan keerde na de tournee terug naar New York. De druk op hem bleef groot. Zijn uitgever drong aan op het manuscript van de novelle/het gedicht Tarantula. Manager Albert Grossman had alvast een slopende concerttoer gepland voor de duur van de zomer en de herfst. In dit tempo dreigde Dylans leven, privé en professioneel, geheel uit de bocht te vliegen. Op 29 juli 1966 kreeg hij, na slapeloze nachten, een ongeluk met zijn Triumph T100-motorfiets. De feitelijke toedracht, en wat hem precies mankeerde, is onduidelijk gebleven. Dylan was op bezoek geweest bij zijn manager Grossman en zijn vrouw Sara Lownds reed achter hem. Zowel een olievlek op de weg, als de zon die Dylan verblindde worden als oorzaak genoemd. Dylan vertelde later in zijn Chronicles, volume 1 (2004), dat hij aan het jachtige bestaan van het sterrendom wilde ontkomen: "Truth was that I wanted to get out of the rat race". Na het ongeluk zou het acht jaar duren voordat Dylan weer een nieuwe tournee zou beginnen, maar die periode was geen impasse in zijn creatieve werk.
Toen Dylan zijn creatieve werkzaamheden weer kon hervatten, begon hij aan de montage van Eat the Document, waarop hij besloot een aantal extra filmopnamen te maken waarvoor hij leden van de Hawks uitnodigde. De film moest de opvolger worden van Don't Look Back, de documentaire die D.A. Pennebaker maakte van een vorige Dylan-tournee door Engeland, maar het project werd geen succes. Belangrijker was dat hij weer muziek ging maken met The Hawks in de kelder van hun gehuurde huis Big Pink in West Saugerties in Woodstock (New York). In een zeer ontspannen sfeer werd in de zomer van 1967 een groot aantal liedjes opgenomen, die eerst op bootlegs verschenen. Dylan schreef teksten en de muziek kwam improviserend tot stand. In 1968 verscheen het album Music from Big Pink van The Band, waarop Dylans compositie I Shall Be Released verscheen, alsmede twee nummers die hij samen met leden van The Band schreef: "Tears of Rage" en "This Wheel's on Fire". In oktober van 1967 had Dylan al een demotape met 14 songs van de sessies in Big Pink laten vastleggen bij zijn muziekuitgeverij Dwarf Music. De Britse band Manfred Mann coverde "Mighty Quinn (Quinn the Eskimo)" begin 1968 en had er een wereldhit mee, anderen die hits hadden met versies van de in Big Pink gemaakte demotape, waren The Byrds met "You Ain't Goin' Nowhere", Peter, Paul and Mary met "Too Much of Nothing" en Julie Driscoll samen met Brian Auger met "This Wheel's on Fire". Dylan en The Band brachten "Mighty Quinn" op het Isle of Wight Festival in augustus 1969 ten gehore. Pas veel later, in 1975, toen The Hawks als gevestigde rockgroep allang The Band heette, werd een deel van de basementsongs door Columbia uitgebracht als The Basement Tapes. Nog veel later, in 2014, verschenen de complete opnamen als The Bootleg Series Vol. 11 onder de titel The Basement Tapes Complete. Het zijn oude en nieuwe liedjes die klinken als een onwaarschijnlijk authentieke dwarsdoorsnede van de Amerikaanse muziekgeschiedenis; folksongs, hillbilly's en blues. De teksten zijn dramatisch geladen, maar nemen soms ook een kolderieke en vrolijke wending.

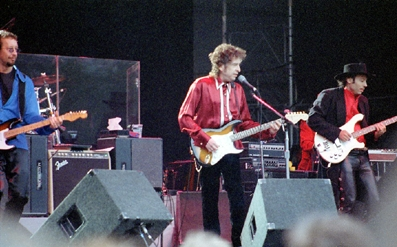
Bob Dylan tijdens het Lida Festival in Stockholm (1996)

### Ommekeer
Niets van dit al openbaarde zich op het eerstvolgende officiële, weer in Nashville in oktober en november 1967 in 3 sessies opgenomen album John Wesley Harding. Deze plaat markeert echter een ommekeer in Dylans carrière. De plaat ademde rust uit, de liedjes en ballades hebben een beschouwelijk karakter en de productie stond haaks op de surrealistische muziek die in de Summer of Love gemaakt werd. Dylan las het laatste jaar, levend binnen de veste van zijn gezin, veel in de Bijbel, en dat had zijn weerslag op de tekst. De structuur van de muziek was eenvoudig met een begeleiding van slechts 3 sessiemuzikanten: Charlie McCoy op basgitaar, Kenny Buttrey op drums en Pete Drake op steelgitaar. Dylan zelf speelde waarschijnlijk op zijn akoestische Gibson. Sommige critici zagen een subtiel indirect protest van Dylan tegen de immer meer psychedelisch wordende popcultuur, die de muzikale vervolmaking zoekt door middel van een escalerend duizelingwekkend orkestratie en instrumentarium. Dylan hield dit voor gezien.
Woody Guthrie stierf in oktober 1967. Dylan trad te zijner nagedachtenis - voor het eerst na zijn motorongeluk in 1966 - op met de Hawks tijdens twee concerten in Carnegie Hall op 20 januari 1968. Hij gaf wel te verstaan voorlopig geen concerten te geven. In 1969 gaf Dylan acte de présence op het Isle of Wight Festival; de artiest leek een metamorfose te hebben ondergaan, in een smetteloos wit pak en met getrimde haren gaf hij een korzelig optreden weg, het leek wel een protest tegen de flodderige wijze waarop de hippies zich uitdosten. Op het beroemde grotere festival dat hier in 1970 plaatsvond was Dylan niet aanwezig.
Dylan werd door regisseur John Schlesinger gevraagd een nummer te schrijven voor zijn film Midnight Cowboy. Het werd Lay Lady Lay, dat opgenomen werd voor Dylans volgende album Nashville Skyline. De opnames vonden plaats in februari 1969 in Nashville. Als plaat is deze evenzo atypisch te noemen, want het countrygenre past hoegenaamd niet in dit post-hippietijdperk. Dylan zingt een duet met Johnny Cash, die in dezelfde studio aan zijn eigen plaat werkte. De plaat, voor het eerst een minder baanbrekende in zijn carrière, is voor veel popliefhebbers meer een vloek in de kerk. Dylan lijkt met een ander -nasaal- stemgeluid aan te willen geven dat het gedaan is met de mythe Dylan; de magisch formulerende leider-met-boodschap voor de nieuwe generatie. Opnieuw verwarring bij weer een nieuwe generatie fans, die nog onder de indruk van een vorige Dylan verkeerde. Naar Nashville maatstaven was het echter geen countryplaat volgens Charlie McCoy, die net als John Wesley Harding de sessiemuzikanten leidde. De muziekrechten van de nummers voor het nieuwe album werden ondergebracht in een bedrijf dat Dylan onafhankelijk van Albert Grossman opgericht had, teneinde de grip van Grossman op Dylans werk te verminderen.

### Meer klassiek werk

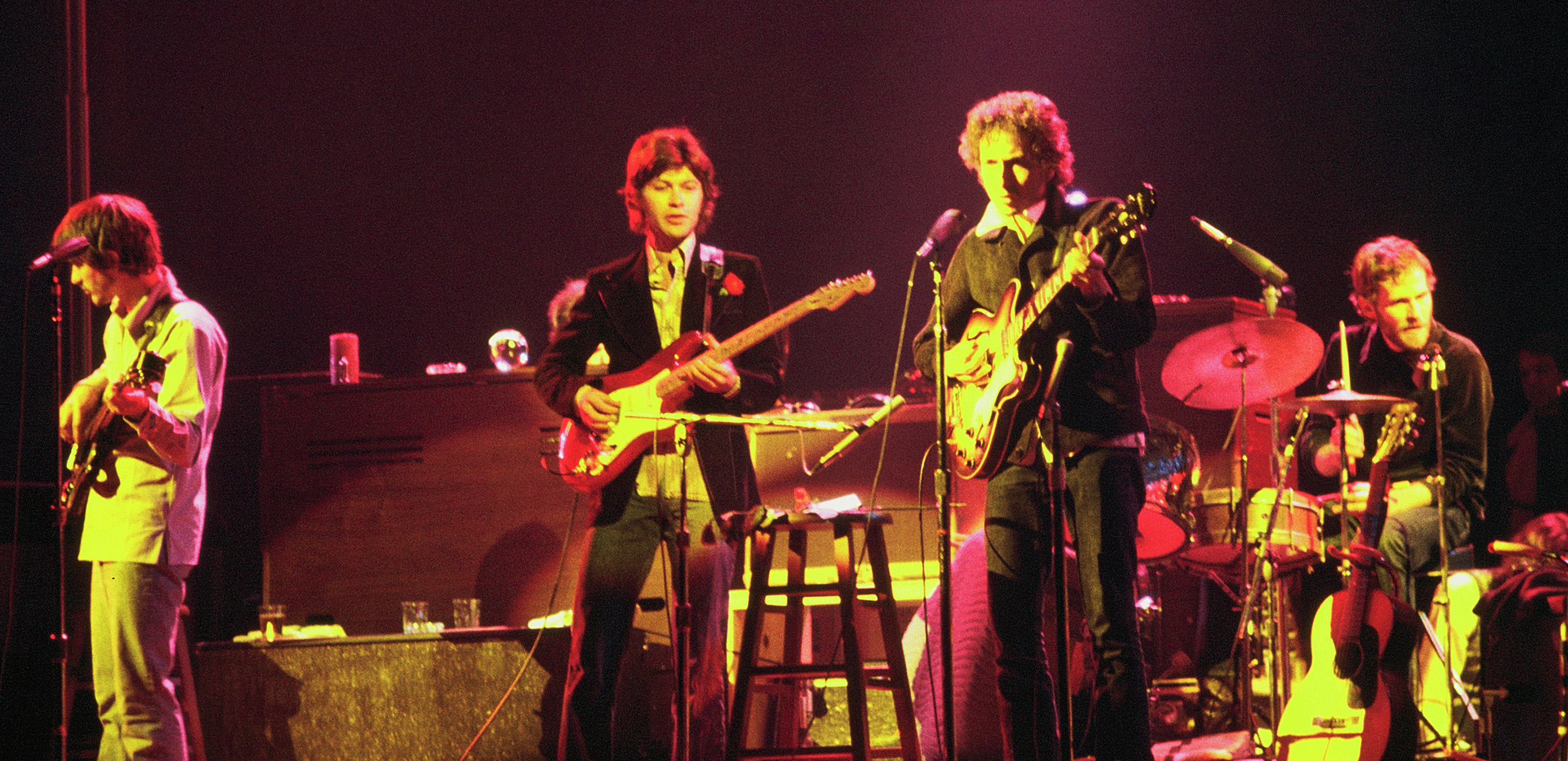
Bob Dylan met The Band, 1974

De vroege jaren 70 behoorden tot de moeilijkste in Dylans carrière. Hij wilde een goede huisvader zijn voor zijn vrouw en kinderen en was het hele gedoe rond zijn persoon meer dan beu, hoezeer hij de roem overigens op prijs stelde. Verschillende keren moest hij verhuizen omdat hij telkens opgejaagd werd door fans, maar zijn verhuizing naar MacDougal Street in Manhattan hielp niet. Bovendien kreeg hij grote problemen met zijn manager Albert Grossman aangaande royalty's, omdat hij contracten had afgesloten zonder ze te lezen. Grossman diende een eis voor achterstallige royalty's in bij de rechtbank. 
Begin 1970 kwam Dylan met het album Self Portrait, dat vol staat met covers ("Blue Moon", "Let It Be Me", "The Boxer"), traditionals ("Alberta", "Days of 49", "Little Sadie") en herwerkte versies van zijn eigen nummers. Grossman kreeg enkel geld voor nummers geschreven door Dylan, dus aan deze plaat kreeg hij vrijwel geen inkomsten uit auteursrechten. De eerste opnames voor Self Portrait vonden plaats in april en mei 1969 in Nashville, met vrijwel dezelfde sessiemuzikanten als die van Nashville Skyline. In maart 1970 volgde een aantal opnames met andere begeleiders, onder wie Al Kooper, een aantal strijkers, achtergrondzangeressen en muzikanten die met Elvis Presley hadden gewerkt, bijvoorbeeld Bob Moore. Aansluitend werd in Nashville aan de overdubs gewerkt. Door de critici werd het album slecht ontvangen. Greil Marcus schreef wat is dit voor rotzooi?, maar commercieel was het album een succes.
Hetzelfde jaar, in de zomer van 1970, nam Dylan het album New Morning op, een lp met als hoogwaardig beschouwde nummers. Het werk van producer Bob Johnston werd geleidelijk overgenomen door Al Kooper, maar hij werd niet als producer vermeld. Op 1 mei 1970 had Dylan met George Harrison aan een twintigtal nummers gewerkt, die op 1 en 2 juni werden opgenomen. Vier hiervan verschenen op New Morning, de overige werden op de volgende dagen en in begin augustus op het album gezet. Door deze plaat geloofden zijn critici weer in hem. Het werd een van zijn best verkopende platen ooit, zeker ook doordat het publiek koopkrachtiger was dan ooit tevoren.
In 1972 en 1973 werkte Dylan aan de muziek voor de film Pat Garrett and Billy the Kid van Sam Peckinpah. Hij speelde ook een kleine bijrol. Het belangrijkste nummer dat hij voor de film schreef was "Knockin' on Heaven's Door", vaak door hem live uitgevoerd en gecoverd door talloze artiesten, onder anderen Eric Clapton en Guns N' Roses. Op 13 juli 1973 kwam het gelijknamige studioalbum met de soundtrack van de film uit. Het hoofd van de muziekdivisie van Columbia, Clive Davis, had Dylan een riant minimumhonorarium van 400.000 dollar voor dit album en zijn twee volgende toegezegd. Na slechte recensies van dit album trok Columbia de 400.000 dollarclausule in en ontsloeg Clive Davis. Dylan reageerde door een contract te tekenen bij het Asylumlabel van David Geffen. CBS reageerde en bracht als wraak een album Dylan uit met niet eerder uitgebrachte nummers, waarvan de meeste stammen van de New Morning-sessies.
David Geffen beloofde Dylans nieuwe album begin 1974 uit te brengen en de release te combineren met een tournee met The Band. In november 1973 vonden de opnames plaats voor Planet Waves in Los Angeles. Dylan en The Band speelden alsof het een live-album was, er werden geen overdubs toegepast. Er werd geen producer vermeld, het opnamewerk werd verzorgd door geluidstechnicus Rob Fraboni, die de mix deed met Robbie Robertson. Het bekendste nummer van het album werd "Forever Young". De bijbehorende tour startte op 3 januari 1974 in Chicago en eindigde halverwege februari in Los Angeles. Opnames van de tour verschenen samen met speciale opnamesessie op het live-album Before the Flood. Al bereikte Planet Waves de nummer 1-positie in de Billboard Album 200 en Before the Flood een nummer 3, financieel was de samenwerking met Geffen teleurstellend, waarna Dylan besloot terug te keren naar Columbia. De tour op zichzelf was soms chaotisch maar werd toch zeer gewaardeerd.
Ondertussen ging het bergafwaarts met Dylans huwelijk met Sara. De spanningen liepen hoog op en dit kon hij voor de buitenwereld niet langer verbergen. Hoogstwaarschijnlijk was Dylan zelf de grootste aanleiding voor alle problemen, aangezien hij geregeld een slippertje maakte en naar het schijnt soms onuitstaanbaar was om mee samen te wonen. Toch deed de scheiding hem veel pijn. Dylan bracht zonder zijn vrouw een groot deel van de zomer van 1974 door in Minnesota, waar hij een boerderij gekocht had voor zijn broer David. Tijdens die periode schreef hij de meeste teksten voor het album Blood On The Tracks dat in januari 1975 uitkwam en als een van de sterkste platen uit zijn carrière wordt beschouwd. Hierop legt hij op sommige momenten zijn hart en ziel bloot. De hele plaat is een blauwdruk van zijn huwelijk en geeft een mix van emoties weer. In Shelter From The Storm vertelt hij over hun eerste ontmoetingen en in You're A Big Girl Now geeft hij de indruk dat hij zich neerlegt bij de situatie. De opnames vonden plaats in september 1974, maar Dylan was niet tevreden met het resultaat. Hij nam een aantal nummers opnieuw op in de Sound 80 Studio's in Minneapolis. Het album kwam uit op 20 januari 1975.
In de zomer van 1975 werkte Dylan aan de opvolger, Desire. Drie mensen hielpen hem bij het maken van dit album: Jacques Levy, schrijver en theatermaker, accepteerde een uitnodiging van Dylan om samen songs te schrijven, de violiste Scarlet Riviera nodigde hij in een opwelling uit om mee te werken en Emmylou Harris werd gevraagd als zangeres. De plaat bevatte andere elementen dan zijn voorganger: nummers als het exotische "Mozambique" en het Spaans getinte "Romance in Durengo", maar ook protestsongs als "Hurricane". "Sara" over zijn verloren liefde is een ode aan zijn vrouw en tegelijkertijd een soort van afscheid. Gedurende The Rolling Thunder Revue speelde hij het nummer enkele keren. Hurricane is een protestlied over de rechtspraak rond Rubin Carter, een Afro-Amerikaanse bokser die ten onrechte was veroordeeld voor drievoudige moord, wat in 1985 werd bekrachtigd door zijn definitieve vrijspraak. De opnames voor het album vonden plaats in juli 1975, het album kwam uit op 5 januari 1976.  

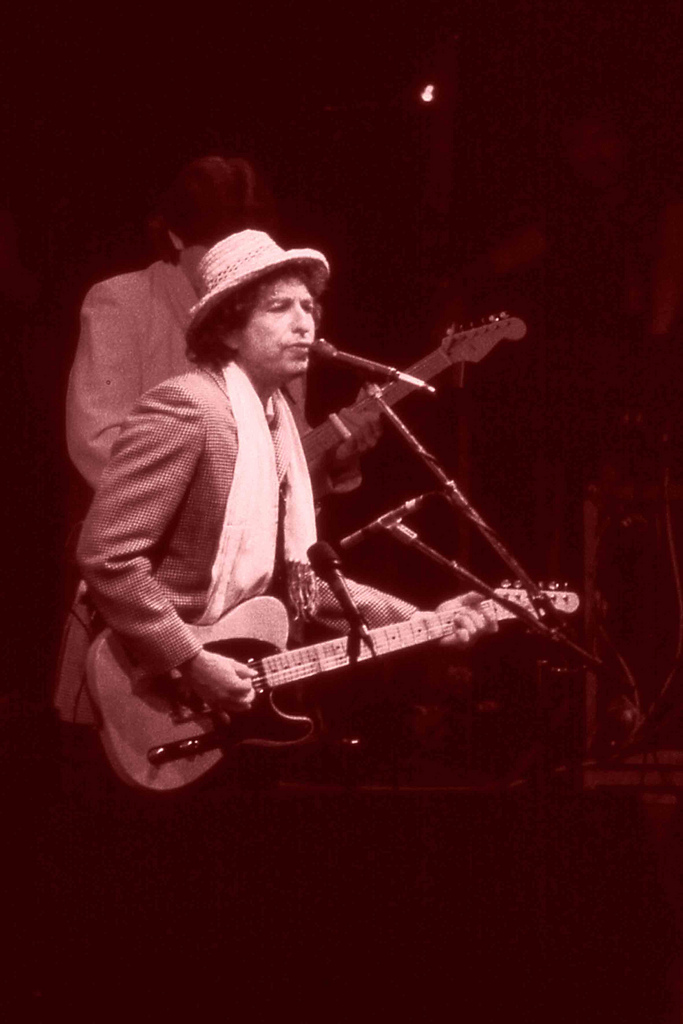
Bob Dylan in 1984 in Rotterdam

 Eind 1975 ging hij weer op tournee. Het moet wel de excentriekste tournee zijn uit de hele jaren 70. Dylan had de bedoeling om met een soort karavaan door de Verenigde Staten te trekken en her en der kleine plaatsen aan te doen. Vele muzikanten gingen mee in zijn kielzog. De shows waren dan ook veel meer dan optredens van Dylan. Joan Baez, Roger McGuinn en T-Bone Burnett zijn slechts enkelen van degenen die steevast met hem op het podium stonden. De shows duurden dikwijls tegen de vier uur en werden als 'ronduit fantastisch' beschreven. Enkele hoogtepunten verschenen op The Bootleg Series 5. Gedurende de tournee nam hij ook een nieuwe film op, Renaldo en Clara. Vreemd genoeg speelde hij hier de rol van Renaldo en de rol van Clara wordt gespeeld door (verrassend) zijn (ex-)vrouw Sara. Centraal in de tournee stond Hurricane in verband met de actie voor Rubin Carter, waarvoor Dylan twee benefietconcerten organiseerde. Carter werd uiteindelijk in 1985 vrijgesproken.

### Bekering tot het christendom
Een reeks platen, uitgebracht eind de jaren 1970 en begin de jaren 1980, waren christelijk geïnspireerd. Op zijn album Street-Legal, dat opgenomen werd in april en mei 1978 verschenen songs als "Señor", dat gezien kan worden als een teken van Dylans bekering, "Changing of the Guards" en "Where Are You Tonight? (Journey Through Dark Heat)" hebben een prominente rol voor de drie achtergrondzangeressen en een gospelachtige sfeer. Dylan was voor een periode aanhanger van de pinkstergemeente-achtige kerkgemeenschap de Vineyard Fellowship in Californië. Samen met zijn vriendin Mary Alice Artes volgde hij een bijbelcursus en liet zich dopen. Het was een zeer creatieve periode, het geloof inspireerde Dylan tot nieuwe songs voor het album Slow Train Coming, dat opgenomen werd in mei 1979 in de Muscle Shoals Sound Studio en geproduceerd werd door Jerry Wexler. Wexler nodigde het toen net ontdekte talent Mark Knopfler uit als gitarist. Basgitarist Tim Drummond werd Dylans nieuwe bandleider, Carolyn Dennis, Helena Springs en Regina Havis vormden het achtergrondkoor. Slow Train Coming kreeg positieve kritieken en was ook commercieel een succes. De er op volgende tour was echter minder succesvol, de meeste critici vonden het een flop. Dylan vervolgde met het eveneens in Muscle Shoals opgenomen album Saved in 1980, dat geen succes werd. In 1981 volgde deel drie van de christelijke trilogie; Shot Of Love. Dit laatste album bevatte "Every Grain Of Sand", dat door velen als hoogtepunt uit Dylans oeuvre wordt beschouwd.
In de jaren 1980 veranderde de muziekindustrie door de komst van de compact disc en televisiezender MTV. Teneinde een modern geluid te bewerkstelligen op zijn nieuwe album vroeg Dylan in 1983 Mark Knopfler als medeproducent. Met Infidels keerde Dylan ook terug naar niet-christelijke onderwerpen. Knopfler vroeg ex-Rolling Stone Mick Taylor als medegitarist en het duo Sly and Robbie als ritmesectie. Er bestaan veel outtakes en bootlegs van de opnamessessies, waarvan "Blind Willie McTell" de bekendste is. Van het album werd de single "Jokerman" getrokken, waarvoor een clip met Dylan zingend en afgewisseld met beelden uit de kunstgeschiedenis gemaakt werd.

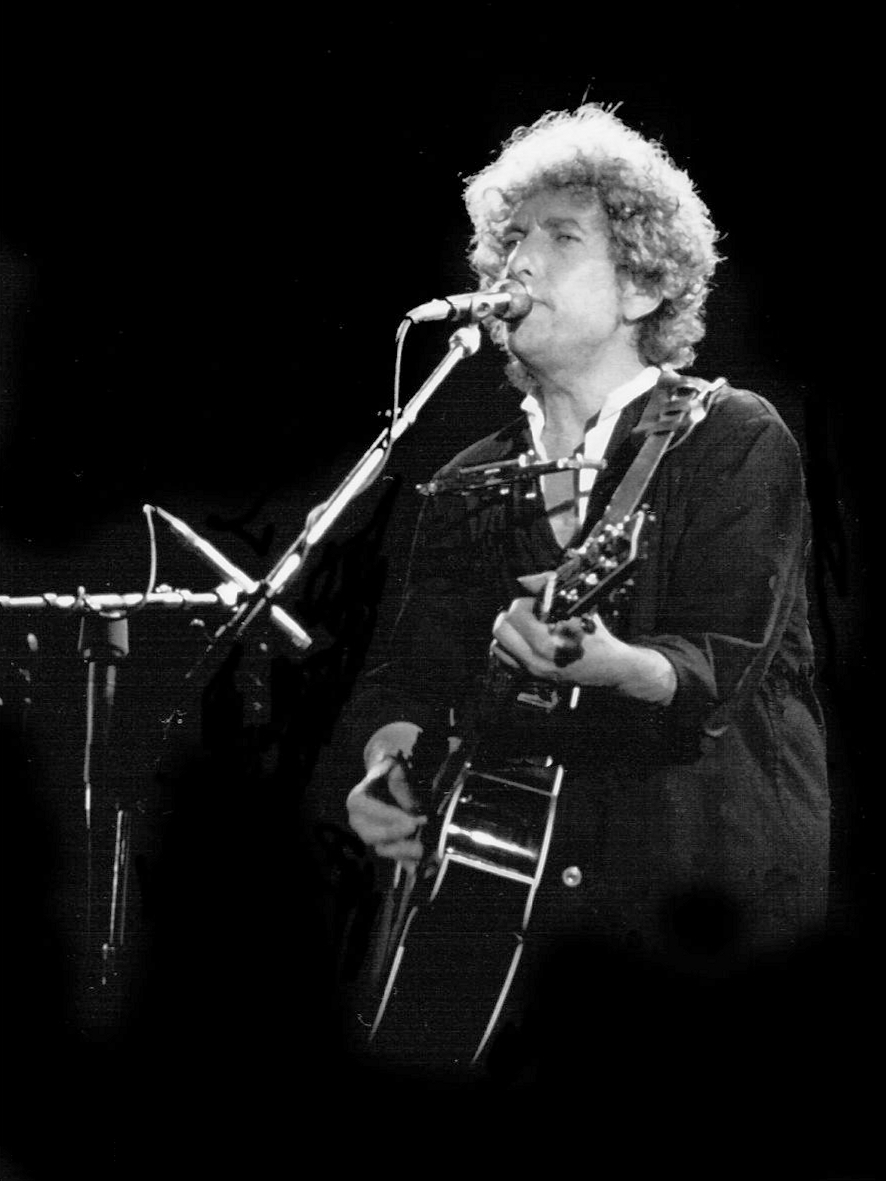
Bob Dylan in 1984 in Barcelona

In 1984 tekende Dylan voor een stadiontour door Europa bij impresario Bill Graham. Hij vroeg Mick Taylor een ervaren rock-'n-rollband samen te stellen. Naast Dylan en Taylor bestond de band uit Ian McLagan, Colin Allen en Greg Sutton. Op zijn volgende album Empire Burlesque, met alleen Dark Eyes als akoestisch slotnummer, probeerde Dylan het moderne geluid vast te houden, maar de verkoopresultaten waren bedroevend.
Dylan raakte publicitair wat op de achtergrond en ook het album Knocked Out Loaded (Brownsville Girl) uit 1986 bleef kwalitatief onder de maat. In 1985 sloot Dylan, samen met Keith Richards en Ron Wood, het benefietconcert Live Aid af. Hoewel het optreden bemoeilijkt werd door de podiumopbouw achter het gordijn, leverden de drie een goed optreden af waarin vooral de gedreven versie van When The Ship Comes In indruk maakte. Eind 1985 maakte Dylan deel uit van de gelegenheidsband Artists United Against Apartheid, geïnitieerd door Little Steven; deze band bracht het album Sun City en de gelijknamige single uit.
In het najaar van 1985 bracht Columbia de box Biograph uit, een compilatie van 35 eerder uitgebrachte Dylan songs, aangevuld met 18 nooit eerder uitgebrachte opnames. Deze box werd goed verkocht. In januari 1986 beviel Carolyn Dennis, een van zijn achtergrondzangeressen, van een dochter van Dylan. In juni 1986 trouwden zij in het geheim. Als een van de achtergrondzangeressen - waaronder ook haar moeder - maakte zij deel uit van zijn tournees en zong ook mee op Knocked Out Loaded.

### Artistieke wedergeboorte

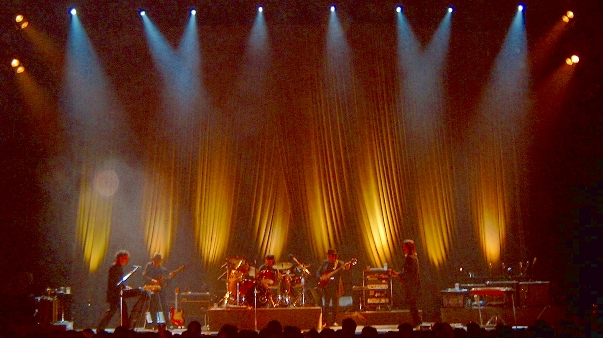
Bob Dylan & band, Brussel 2003

Eind jaren 1980 zocht George Harrison een studio voor de opname van een 12-inch single ter promotie van zijn album Cloud Nine. Producer Jeff Lynne vroeg Dylan gebruik te mogen maken van Dylans thuisstudio. Lynne was ook bezig met een album voor Roy Orbison (dat postuum uitgebracht werd) en nodigde hem uit om in Dylans studio mee muziek te maken. Zo ontstond de Traveling Wilburys, waar ook Tom Petty deel van uitmaakte. De gelegenheidsformatie trad niet live op, maar bracht twee albums uit, waarvan vooral Traveling Wilburys Vol. 1 dankzij de medewerking van Orbison een groot succes was. Op 6 december 1988 overleed Orbison aan een hartstilstand, de opvolger Traveling Wilburys Vol. 3 (een grapje van Harrison) had geen succes. Dylan nam zelf het album Down in the Groove op, net als Selfportrait een mix van eigen nummers, covers en traditionals. Hoewel vele topmusici (Mark Knopfler, Eric Clapton, Jerry Garcia, Ron Wood) aan het album meewerkten, werd het geen succes.   
In 1988 ging de zogenoemde 'Never Ending Tour' van start, een tot op heden niet aflatende reeks optredens, waarbij Dylan jaarlijks zo’n 80 tot meer dan 100 keren per jaar optreedt. Hij streefde naar een intieme setting nadat hij had rondgetoerd met gerenommeerde bands als The Grateful Dead en Tom Petty and the Heartbreakers. Er speelden ook financiële motieven, Dylan was wel vermogend, maar voor zijn lopende uitgaven had hij zijn inkomsten uit optredens nodig. Met een kleine band beperkte hij de kosten, zodat hij startte met een trio bestaande uit gitaar, bas en drums. Als leider werd gitarist G.E. Smith aangeworven, de leider van de huisband van de tv-show Saturday Night Live (SNL). Smith nam Kenny Aaronson op bas en zijn SNL-collega Christopher Parker op drums mee. In de beginperiode speelden vaak beroemde muzikanten mee als gast of invaller: Neil Young, Jerry Garcia, George Harrison, Ringo Starr, Van Morrison.
Het oorspronkelijke trio begeleiders vertrok na enkele jaren. In mei 1989 werd de ziek geworden Aaronson vervangen door bassist Tony Garnier, die ook kort bij de SNL gespeeld had. Garnier werd (officieus) bandleider, nadat Smith in 1990 wegging omdat de combinatie van de vaak buitenlandse tournees met de SNL-verplichtingen te veel energie kostte. Drummer Parker volgde zijn voorbeeld om dezelfde reden. In de loop der jaren is de bezetting diverse malen gewisseld en is de band ook uitgebreid, maar Garnier leidt Dylans band in 2024 nog steeds. Bekend als jarenlange leden van Dylans band werden onder meer de gitaristen Charlie Sexton en Larry Campbell en multi-instrumentalist David Herron. Deze band diende in eerste instantie uitsluitend voor de 'Never Ending Tour', want voor studio-albums werkte Dylan samen met steeds andere muzikanten. Vanaf Time Out of Mind in 1997 gaat hij doorgaans met zijn tourband als vaste begeleiders de studio in, naar behoefte aangevuld met anderen.
Dylans terughoudende presentatie (hij heeft nog nooit met een Hello Berlin! of iets dergelijks zijn publiek verwelkomd en betrekt de mensen geen seconde bij de show) en de voortdurende bewerking van zijn eigen liedjes brachten vele critici ertoe te zeggen dat Dylan zelf de slechtste vertolker van zijn eigen songs is. Anderen beschouwen hem als een van de beste zangers die de folk-blues heeft voortgebracht. Door zijn stijl en eindeloos repertoire heeft Dylan een grote schare trouwe fans aan zich gebonden. Vooral het album Oh Mercy deed in 1989 het tij keren en toonde opnieuw een geïnspireerde Dylan, zowel muzikaal als tekstueel. Het album ontstond in 1988, toen Dylan aan Bono van U2 zijn nieuw geschreven songs liet horen. Bono stelde voor Daniel Lanois, met wie hij ervaring had, als producer te vragen. Lanois was bezig aan het album Yellow Moon van The Neville Brothers, waarvoor zij twee Dylan-composities opgenomen hadden: "With God On Our Side" en "The Ballad Of Hollis Brown". De nummers hadden het geluid dat Dylan zocht en Dylan trok naar New Orleans voor de opnamen. Medewerking werd verleend door Neville-Brothers Cyril Neville, Tony Hall en Malcolm Burn, Brian Stolz van The Meters en een plaatselijke accordeonist Rockin' Dopsie. Oh Mercy kwam uit op 12 september 1989 en werd zowel door critici als platenkopend publiek bejubeld.
Under the Red Sky moest anders worden, want Dylan is niet de persoon om een succesvol album een opvolger te geven in dezelfde stijl. Dylan droeg het album met enkele op kinderliedjes geïnspireerde nummers op aan Gaby Goo Goo (de koosnaam voor zijn dochter Desiree Gabrielle). De kritiek was vernietigend over het album. Is "Wiggle wiggle wiggle like a bowl of soup" afkomstig van dezelfde auteur als van "Desolation Row?" vroeg men zich af. Het album, uitgebracht op 11 september 1990, was geen succes en Dylan maakte zeven jaar lang geen studioalbum meer. Hij raakte in een depressie, mede door zijn problemen met zijn echtgenote. Carolyn reisde al jaren niet meer met hem mee als achtergrondzangeres en Dylan was altijd op tournee. Op 7 augustus 1990 vroeg zij echtscheiding aan vanwege onoverkomelijke verschillen.
Er was wel succes voor Dylan toen Sony in 1988 Columbia Records overnam en enkele jaren later 58 songs van Dylans uitbracht op The Bootleg Series Volumes 1–3 (Rare & Unreleased) 1961–1991. Het succes van deze boxset was de start van een hele serie, in 2023 werd Volume 17 uitgebracht. In navolging van dit succes werd ook van artiesten als The Beatles, Grateful Dead, Neil Young en The Rolling Stones oud archiefmateriaal als 'officiële bootleg' uitgebracht.

### Jubileum
Op 16 oktober 1992 werd Dylans 30-jarig artiestenjubileum groots gevierd met een concert in Madison Square Garden in New York, dat bekend werd onder de bijnaam "Bobfest". Bij dit mega-event, met G.E. Smith als muzikaal leider en Booker T. & the M.G.'s als begeleidingsband, trad een lange rij beroemdheden op in Dylan-songs, onder wie Johnny Cash, June Carter Cash, Kris Kristofferson, Willie Nelson, Chrissie Hynde, Eric Clapton, Tom Petty, Neil Young, George Harrison, Roger McGuinn, The Band (in nieuwe samenstelling), Lou Reed, Stevie Wonder, Eddie Vedder en Tracy Chapman. Een incident vond plaats toen het optreden van de rebelse Sinéad O'Connor door het jouwende publiek onmogelijk werd gemaakt zonder dat Dylan, zelf voormalig protestzanger, het voor haar opnam. Kristofferson deed dat wel. Het concert werd vastgelegd op het dubbelalbum The 30th Anniversary Concert Celebration.
In juli/augustus 1992 namen producer Debby Gold met geluidstechnicus Micajah Ryan in Dylans thuisstudio in Point Dume het album Good As I Been To You op, dat kort na het "Bobfest" werd uitgebracht. Het werd een akoestisch album met alleen Dylan op zang, mondharmonica en gitaar. Het album bevat geen Dylan-composities, maar alleen folk- en bluescovers en werd door de kritiek goed ontvangen. In januari 1993 trad Dylan op bij de inauguratie van de president van de Verenigde Staten Bill Clinton. Daarna ging hij tweemaal op tournee door Europa, gevolgd door een VS-tour met Santana. Good As I Been To You leende zich voor een album in dezelfde stijl. Met geluidstechnicus Micajah Ryan nam hij in mei 1993 World Gone Wrong op. De sfeer is met drie moordballades en een aantal bluesklassiekers wat anders dan die van zijn vorige album. Het album won een Grammy Award voor het beste traditionele folkalbum, maar was commercieel geen succes.
In november 1994 verzorgde Dylan twee shows in het kader van de serie MTV Unplugged met voornamelijk 'Greatest Hits'-werk. Het uitgebrachte live-album MTV Unplugged was niet zo'n succes als Eric Clapton Unplugged, maar verkocht beter dan zijn voorafgaande studioalbums. Geïnspireerd op zijn twee covers-albums ontstonden de teksten voor een nieuw album in de winter van 1966 op zijn boerderij in Minnesota en tijdens een verblijf in de zomer in Ierland met Ronnie Wood. Dylan las de teksten voor aan Daniel Lanois en samen besloten ze de songs in een rijke subtiele omgeving in te bedden. Voor de opnames van Time Out Of Mind werden uitgenodigd: Dylans tourband, Jim Keltner, Cindy Cashdollar, Duke Robillard, Jim Dickinson en Augie Meyers. De opnames vonden plaats in januari 1997 in de Criteria Studios in Miami. Hoewel Dylan niet erg tevreden was met het eindresultaat en het album niet wilde uitbrengen, overtuigde de Sonydirecteur hem zijn besluit te heroverwegen. Dylan werd als co-producer vermeld onder een pseudoniem Jack Frost. Het album kwam eind septemer 1997 uit en won drie Grammy Awards, waaronder 'Album van het jaar'.
Het nummer "Not Dark Yet" bleek profetisch toen Dylan een schimmelinfectie opliep met een ontsteking aan het hartzakje (pericarditis) als gevolg. Dylan herstelde en vervolgde zijn tournees in augustus 1997. In Bologna, waar Dylan was geboekt voor een jongerenfestival, trad hij op voor paus Johannes Paulus II, die het publiek vergastte op een preek, deels gebaseerd op Dylans teksten. Voor de titelsong van de film Wonder Boys (Things Have Changed) ontving Dylan een Golden Globe en een Oscar. Ieder jaar was er wel een groep fans die hem voordroeg voor de Nobelprijs voor Literatuur.
Vier jaar na Time Out Of Mind verscheen op 11 september 2001, de dag van het instorten van de Twin Towers, Love And Theft, een album onder eigen productie met 12 nieuwe songs. 'Love' had te maken met de liefde die blanke musici hadden voor zwarte muziek, en 'Theft' met het stelen van de songs uit het Afro-Amerikaanse erfgoed. De muzikantengroep bestond uit Dylans tourband: Charlie Sexton, Larry Campbell, David Kemper en Tony Garnier, aangevuld met Augie Meyers. Het album kwam op nummer 5 van de Billboard 200. 
In Modern Times uit 2006 blijft Dylan zichzelf vernieuwen door terug te grijpen op het verleden. De titel is ontleend aan de film van Charlie Chaplin. De liedjes zijn geworteld in de Amerikaanse blues- en jazztraditie maar met eigen teksten aangevuld. Thema's in zijn werk blijven: schuld, boete en verlossing, liefde en lijden, verinnerlijking en onthechting. Het album werd in de VS (en veel andere landen) Dylans eerste nummer 1-album.

### Nieuwe openhartigheid
Vanaf 2004 vinden enkele projecten plaats waarin Dylan openheid van zaken geeft. Dat jaar schreef hij met Chronicles het eerste deel van zijn autobiografie, schreef en speelde de hoofdrol in de weinig succesvolle film Masked and Anonymous, en laat zich een tijdje horen als succesvol dj op de Amerikaanse internetradio XM. Dylan blijft een eenmansbeweging binnen de hedendaagse kunst wiens invloed, maatschappelijk én artistiek, niet te schatten is en die ruime waardering blijft genieten. Zijn stem is die van een gevorderde zeventiger, hij speelt piano om vanuit die positie al zingend en harmonica spelend zijn tourband muzikaal te leiden en verdoezelt geen moment het feit dat hij qua leeftijd een oude man is. Zijn onbenaderbaarheid als persoon voedt de mythe rond deze levende legende.
Eind 2005 bracht Martin Scorsese de hoogtijdagen van zijn verhaal in beeld met de documentaire 'No Direction Home'. In de zomer van 2006 verscheen The Bob Dylan Encyclopedia, van de hand van historicus Michael Gray. Hierin staat vrijwel alles over Dylan. Op 28 augustus 2006 verscheen de cd Modern Times officieel. In 2007 is de biografische film I'm Not There van Todd Haynes verschenen, waarin Dylan door zes verschillende acteurs en actrices wordt gespeeld: Christian Bale, Heath Ledger, Marcus Carl Franklin, Richard Gere, Ben Whishaw en Cate Blanchett. De film is in Nederland en België verschenen op 13 maart 2008.

### Latere albums

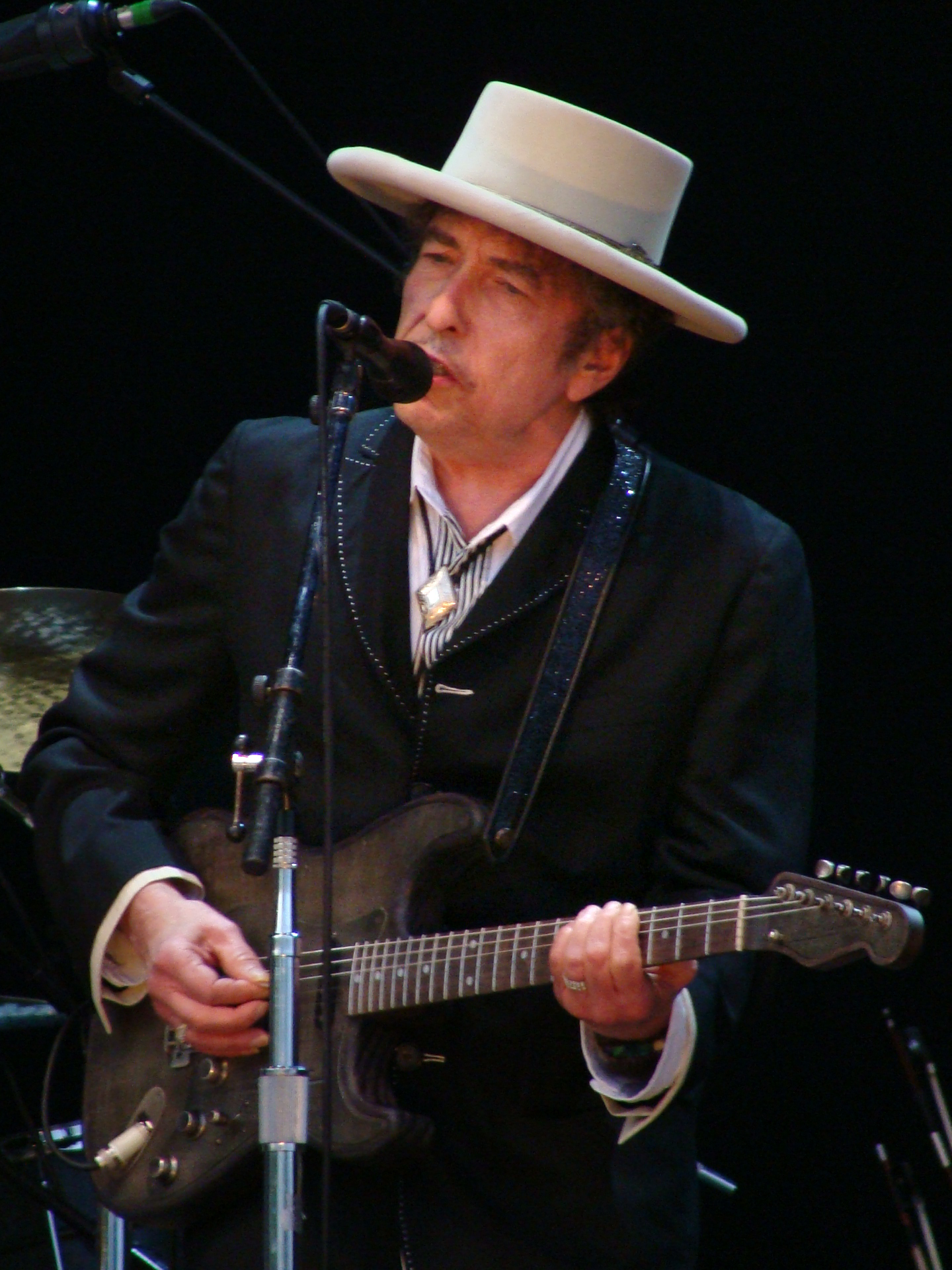
Dylan in 2010

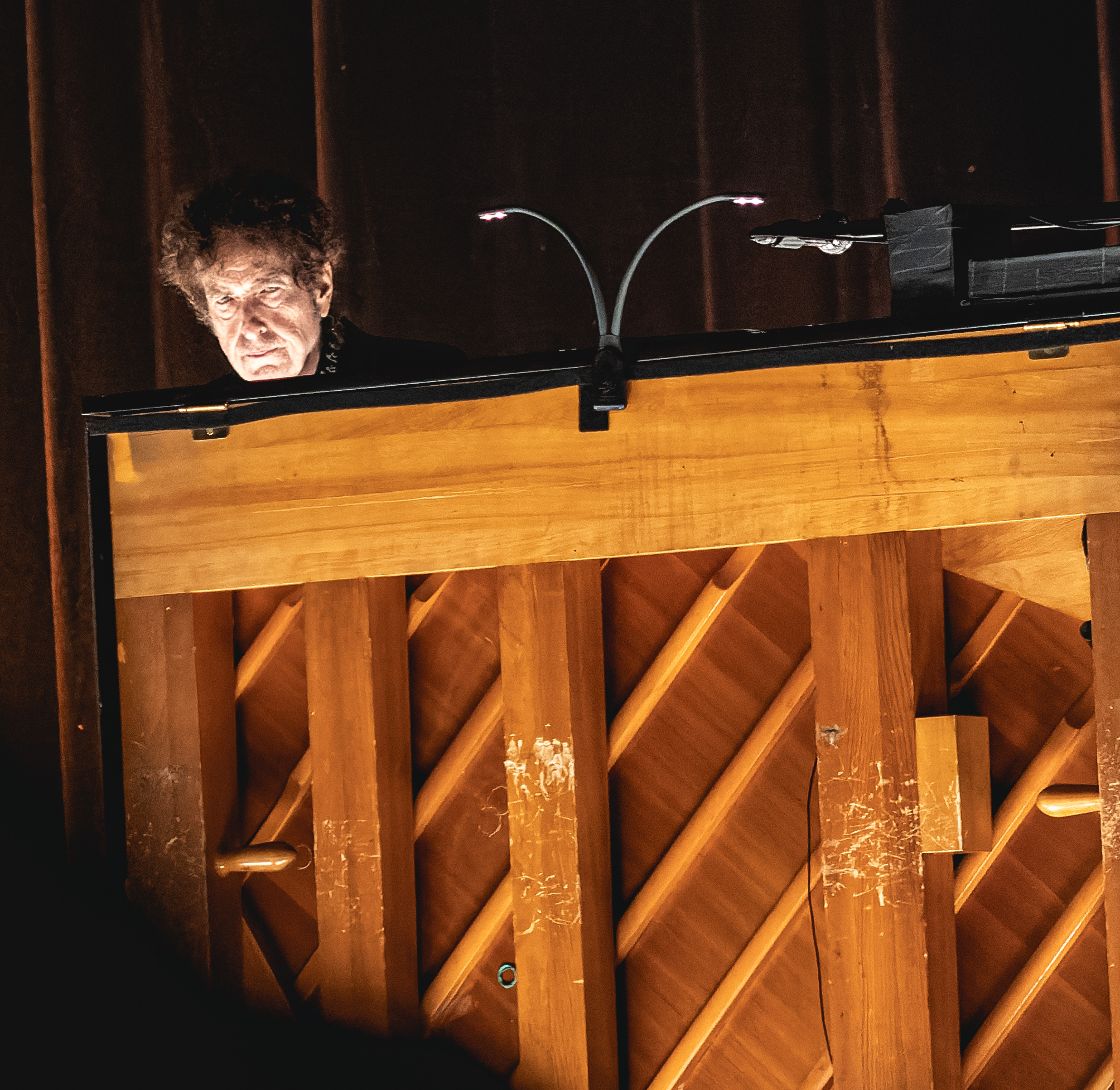
Dylan in 2022

Op 24 april 2009 verscheen Dylans studioalbum Together Through Life. Hij nam een aantal liedjes op voor de soundtrack van de film My Own Love Song van de Franse regisseur Olivier Dahan (met onder anderen Renée Zellweger). Hij schreef vrijwel alle nummers samen met Robert Hunter, die hij kende van de Grateful Dead. Naast Dylans tourband werd het album gekleurd door Mike Campbell en de accordeon van David Hidalgo. Op 9 oktober 2009 bracht Dylan een kerstalbum uit: Christmas in the Heart. Op deze plaat staan traditionele Amerikaanse kerstliedjes en geen eigen composities. De opbrengst van de cd is bestemd voor de voedselbank in Amerika.
50 jaar na zijn debuut, op 11 september 2012, verscheen het album Tempest, een album met 10 liedjes in alle stijlen, die voorkwamen op de voorgangers: moordballades, liedjes met woordgrappen, bijbelse nummers en maatschappijkritische nummers. Het langste van de twaalf nummers is een lied over de ondergang van de Titanic. De afsluiter Roll on John is een ode aan John Lennon. De meewerkende musici waren David Hidalgo, Donnie Herron en Dylans tourbandleden Tony Garnier en George Receli. Sindsdien heeft Dylan in zijn Never Ending Tour bijna 200 concerten gegeven waarin hij vrijwel altijd dezelfde liedjes in dezelfde volgorde speelt: twee uit de 'echte' jaren zestig, drie uit de periode tot 1975, acht uit de periode t/m 2011 en zes van het album Tempest.
Op het album Shadows in the Night (2015) staan nummers die vooral bekend zijn in uitvoeringen van Frank Sinatra. Het idee voor het album ontstond toen Dylan Willie Nelsons album Stardust uit 1978 gehoord had, popklassiekers uit het Great American Songbook. Het album werd live opgenomen in de Capitol Studio in Los Angeles, waar ook Sinatra opgenomen had. Het album vormde een belangrijk onderdeel van het repertoire bij optredens, onder meer tijdens de drie concerten die Dylan in november 2015 in Carré te Amsterdam en het Parktheater Eindhoven verzorgde.p
In 2016 kreeg het album The Bootleg Series Vol. 11: The Basement Tapes Complete (Dylan met The Band) de Grammy Award Best Historical Album. Zijn album Shadows in the Night was genomineerd in de categorie Best Traditional Pop Vocal. Op 20 mei 2016 verscheen Fallen Angels, een tweede album met eerder door Sinatra opgenomen nummers, opgenomen tijdens dezelfde sessies als Shadows in the Night. Dylan noemt het geen covers, de nummer waren al begraven en worden nu weer door hem blootgelegd. Net als Shadows in the Night werd het album genomineerd voor een Grammy. Beide albums werden geprezen voor de vocale prestatie, het arrangement en de productie.
Op twee weekeinden in oktober 2016 vond te Indio (Californië) het Desert Trip festival plaats met louter grootheden uit de popmuziek. Naast Dylan gaven The Rolling Stones, Neil Young, Paul McCartney, The Who en Roger Waters acte de présence. Het Sinatra-repertoire was vrijwel geheel van de setlijst verdwenen, ook bij de optredens na het festival.
Rough and Rowdy Ways uit 2020, het eerste album met origineel nieuw Dylan-repertoire dat uitkwam sinds Tempest in 2012, werd begroet als een van Dylans beste ooit. "De wijze oude dichter heeft een cryptische ketel opgestookt van waarheden en aanwijzingen, filosofie, mythen en magie", verwoordde een Britse criticus de algemene gevoelens van bewondering. Dat zijn stem aan vocale kracht verloren had naarmate hij ouder werd, ging volgens de critici niet ten koste van de zeggingskracht. Aan het album was een nieuwe editie van de Never Ending Tour verbonden, waarbij Dylan en zijn band in 2022, voor het eerst in jaren, ook België en Nederland weer aandeden: op 15 oktober in Vorst Nationaal bij Brussel en op 16 en 17 oktober in AFAS Live in Amsterdam.

### Nobelprijs
Op 13 oktober 2016 werd aan Bob Dylan de Nobelprijs voor Literatuur toegekend "voor het scheppen van nieuwe poëtische uitdrukkingsvormen in de grote Amerikaanse liedtraditie". Hij was de eerste schrijver van songteksten aan wie deze prijs werd toegekend. Dylan werd vergeleken met de Oude Grieken, die ook poëzie in de vorm van liederen maakten.
Dylan was niet aanwezig bij de uitreiking van de prijs. In zijn plaats ging zangeres Patti Smith naar de ceremonie in Stockholm, waar zij Dylans "A Hard Rain's A-Gonna Fall" zong. De bij de prijs behorende medaille en oorkonde heeft Dylan pas later opgehaald in een ontmoeting met het Nobelprijscomitė achter gesloten deuren. Voor de geldprijs van 820.000 euro diende Dylan nog een speech te houden. Deze heeft hij via een audiotape naar het comité in juni 2017 opgestuurd. Dylan vermeldt hierin Buddy Holly en Moby Dick als zijn inspiratiebronnen.

### Muziekrechten
In 2020 heeft Dylan zijn muziekrechten verkocht aan Universal Music Group. De verkoop betreft de publicatierechten, de rechten als songwriter. De opnamerechten (rechten uit grammofoonplaten, streamings) werden in 2022 verkocht aan Sony Music Entertainment. Een van de factoren, die meegespeeld zou hebben met de verkoop is de aankondiging van Joe Biden, dat het belastingpercentage over inkomsten boven de miljoen dollar van 20% naar 37% zou gaan.

### Aanklacht
In augustus 2021 ontstond ophef toen een 68-jarige vrouw een civiele aanklacht met eis tot schadevergoeding tegen Dylan indiende voor misbruik dat hij in 1965 als 23- of 24-jarige gepleegd zou hebben toen zij twaalf jaar was. Bekende Dylan-auteurs als Clinton Heylin en Olof Björner die zijn leven en carrière hebben onderzocht en gedocumenteerd, verklaarden dat de genoemde periode en plaats niet strookten met de concerttournees die hij toen maakte door het Verenigd Koninkrijk en de Westkust van de Verenigde Staten. Daarna veranderde de vrouw haar verhaal, maar ook op andere gronden werd haar geloofwaardigheid sterk betwijfeld. Dylan zelf negeerde de kwestie. Eind juli 2022 werd de aanklacht ingetrokken.

## Beeldend kunstenaar
Naast zijn muzikale loopbaan houdt Dylan zich ook al sinds ongeveer de jaren zestig bezig met beeldende kunst. Begin jaren zeventig bracht hij dit al tot uitdrukking in het lied When I paint my masterpiece en met een geschilderd zelfportret op de hoes van zijn album Self portrait.
In 1994 bracht hij een boek Drawn blank series uit met houtskool- en potloodtekeningen die hij tijdens zijn wereldtournees tussen 1989 en 1992 had gemaakt. Hij exposeerde zijn werk nooit, totdat dit boek onder ogen kwam van de directrice van museum Kunstsammlungen Chemnitz in de Duitse stad Chemnitz. Hier hield Dylan in de winter van 2007/2008 zijn eerste expositie met een collectie van 135 gouaches en aquarellen, die hij speciaal voor deze gelegenheid had gemaakt.
In 2011 hield Dylan opnieuw een expositie, met veertig schilderijen in New York, waarvoor hij de inspiratie had opgedaan tijdens reizen door China, Japan, Korea en Vietnam. De aanvankelijk positieve persberichten veranderden, toen bezoekers in deze collectie foto's herkenden waarop Dylan de schilderijen zou hebben gebaseerd. De reactie van de galerie was dat Dylan sommige schilderijen had gebaseerd op materiaal uit historische beelden en archieven. Ook hierna waren exposities van Dylan te zien, zoals in Londen en opnieuw in New York.

## Discografie

### Albums
Hieronder overzichten van de albums van Bob Dylan en hoe zij in diverse hitlijsten voor albums verschenen. Alle albums werden uitgebracht op het Columbia-label, met uitzondering van Planet Waves en Before the Flood, die bij Asylum Records verschenen en het concert voor Bangladesh, dat eigenlijk geen Dylan-album is. In 1988 werd Columbia een onderdeel van Sony Music Entertainment, dat bootlegs en compilatie-albums onder Sony-Legacy uitbrengt.
| Album met eventuele hitnotering(en) in de Nederlandse Album Top 100          | Datum van verschijnen | Datum van binnenkomst | Hoogste positie | Aantal weken | Opmerkingen                                                      |
| ---------------------------------------------------------------------------- | --------------------- | --------------------- | --------------- | ------------ | ---------------------------------------------------------------- |
| Bob Dylan                                                                    | 1962                  | -                     |                 |              | Studioalbum                                                      |
| The Freewheelin' Bob Dylan                                                   | 1963                  | -                     |                 |              | Studioalbum                                                      |
| The Times They Are a-Changin'                                                | 1964                  | -                     |                 |              | Studioalbum                                                      |
| Another Side of Bob Dylan                                                    | 1964                  | -                     |                 |              | Studioalbum                                                      |
| Bringing It All Back Home                                                    | 1965                  | -                     |                 |              | Studioalbum                                                      |
| Highway 61 Revisited                                                         | 1965                  | -                     |                 |              | Studioalbum                                                      |
| Blonde on Blonde                                                             | 1966                  | -                     |                 |              | Studioalbum                                                      |
| Bob Dylan's Greatest Hits                                                    | 1967                  | -                     |                 |              | Verzamelalbum                                                    |
| John Wesley Harding                                                          | 1967                  | -                     |                 |              | Studioalbum                                                      |
| Nashville Skyline                                                            | 1969                  | 28-06-1969            | 2               | 13           | Studioalbum                                                      |
| Self Portrait                                                                | 1970                  | 11-07-1970            | 6               | 12           | Studioalbum                                                      |
| New Morning                                                                  | 1970                  | 21-11-1970            | 3               | 14           | Studioalbum                                                      |
| Bob Dylan's Greatest Hits Vol. II                                            | 1971                  | -                     |                 |              | Verzamelalbum plus drie nieuwe opnames                           |
| The Concert for Bangladesh                                                   | 1972                  | 22-01-1972            | 1(5wk)          | 28           | Livealbum met George Harrison, Ravi Shankar e.a.                 |
| Pat Garrett and Billy the Kid                                                | 1973                  | -                     |                 |              | Studioalbum / Soundtrack                                         |
| Dylan                                                                        | 1973                  | -                     |                 |              | Studioalbum (covers) / Verzamelalbum                             |
| Planet Waves                                                                 | 1974                  | 09-02-1974            | 8               | 9            | Studioalbum met The Band                                         |
| Before the Flood (album)                                                     | 1974                  | 27-07-1974            | 10              | 14           | Livealbum met The Band                                           |
| Blood on the Tracks                                                          | 1975                  | 01-02-1975            | 9               | 15           | Studioalbum                                                      |
| The Basement Tapes                                                           | 1975                  | 19-07-1975            | 13              | 10           | Verzamelalbum met The Band                                       |
| Desire                                                                       | 1976                  | 17-01-1976            | 2               | 46           | Studioalbum                                                      |
| Hard Rain                                                                    | 1976                  | 02-10-1976            | 15              | 10           | Livealbum                                                        |
| Street-Legal                                                                 | 1978                  | 01-07-1978            | 6               | 18           | Studioalbum                                                      |
| Live at Budokan                                                              | 1979                  | 12-05-1979            | 7               | 13           | Livealbum                                                        |
| Slow Train Coming                                                            | 1979                  | 01-09-1979            | 7               | 14           | Studioalbum                                                      |
| Saved                                                                        | 1980                  | 28-06-1980            | 28              | 8            | Studioalbum                                                      |
| Shot of Love                                                                 | 1981                  | 29-08-1981            | 18              | 7            | Studioalbum                                                      |
| Infidels                                                                     | 1983                  | 12-11-1983            | 12              | 10           | Studioalbum                                                      |
| Real Live                                                                    | 1984                  | 29-11-1984            |                 |              | Livealbum European tour 1984                                     |
| Empire Burlesque                                                             | 1985                  | 15-06-1985            | 15              | 12           | Studioalbum                                                      |
| Biograph                                                                     | 1985                  | 07-11-1985            |                 |              | 53-track boxset-compilatie                                       |
| Knocked Out Loaded                                                           | 1986                  | 19-07-1986            | 25              | 11           | Studioalbum                                                      |
| Dylan and the Dead                                                           | 1988                  | 18-02-1989            | 49              | 6            | Livealbum met Grateful Dead                                      |
| Down in the Groove                                                           | 1988                  | -                     |                 |              | Studioalbum                                                      |
| Oh Mercy                                                                     | 1989                  | 14-10-1989            | 28              | 8            | Studioalbum                                                      |
| Under the Red Sky                                                            | 1990                  | 29-09-1990            | 23              | 7            | Studioalbum                                                      |
| The Bootleg Series Volumes 1–3 (Rare & Unreleased) 1961–1991                 | 1991                  | 20-04-1991            | 82              | 4            | The Bootleg Series / Verzamelalbum                               |
| Good as I Been to You                                                        | 1992                  | 14-11-1992            | 41              | 9            | Studioalbum (covers)                                             |
| The 30th Anniversary Concert Celebration                                     | 1993                  | 11-09-1993            | 47              | 6            | Livealbum                                                        |
| World Gone Wrong                                                             | 1993                  | -                     |                 |              | Studioalbum (covers)                                             |
| Bob Dylan's Greatest Hits, Vol. 3                                            | 1994                  | -                     |                 |              | Verzamelalbum                                                    |
| MTV Unplugged                                                                | 1995                  | 29-04-1995            | 21              | 9            | Livealbum                                                        |
| The Best of Bob Dylan (1997)                                                 | 1997                  | 23-08-1997            | 7               | 10           | Verzamelalbum                                                    |
| Time Out of Mind                                                             | 1997                  | 11-10-1997            | 28              | 11           | Studioalbum                                                      |
| The Bootleg Series Vol.4, Bob Dylan Live 1966                                | 23-10-1998            | 31-10-1998            | 46              | 3            | The Bootleg Series / Livealbum (The "Royal Albert Hall" concert) |
| Live 1968 - 1998                                                             |                       | -                     |                 |              | Livealbum                                                        |
| The Best of Bob Dylan, Vol. 2                                                | 2000                  |                       |                 |              | Verzamelalbum                                                    |
| Love and Theft                                                               | 11-09-2001            | 22-09-2001            | 16              | 6            | Studioalbum                                                      |
| Bob Dylan Live 1975 - The Rolling Thunder Revue (The Bootleg Series Vol. 5)  | 26-11-2002            |                       |                 |              | The Bootleg Series / Livealbum                                   |
| The Essential Bob Dylan                                                      |                       | 10-01-2004            | 78              | 7            | Verzamelalbum                                                    |
| The Bootleg Series Vol. 6 - Live 1964 Concert at Philharmonic Hall           | 30-03-2004            | 10-04-2004            | 52              | 4            | The Bootleg Series / Livealbum                                   |
| No Direction Home: The Soundtrack - The Bootleg Series Vol. 7                | 29-08-2005            | 10-09-2005            | 31              | 4            | The Bootleg Series / Soundtrack                                  |
| Modern Times                                                                 | 28-08-2006            | 02-09-2006            | 2               | 20           | Studioalbum                                                      |
| Dylan                                                                        | 02-10-2007            | 06-10-2007            | 19              | 33           | Verzamelalbum                                                    |
| Tell Tale Signs: The Bootleg Series Vol. 8 - Rare and Unreleased - 1989-2006 | 04-10-2008            | 11-10-2008            | 15              | 11           | The Bootleg Series / Verzamelalbum                               |
| Together Through Life                                                        | 24-04-2009            | 02-05-2009            | 3               | 14           | Studioalbum                                                      |
| Christmas in the Heart                                                       | 09-10-2009            | 17-10-2009            | 34              | 8            | Studioalbum (covers)                                             |
| The Witmark Demos: 1962-1964, The Bootleg Series Vol. 9                      | 15-10-2010            | 23-10-2010            | 19              | 4            | The Bootleg Series / Verzamelalbum                               |
| The Original Mono Recordings                                                 | 15-10-2010            | 23-10-2010            | 100             | 1            | Verzamelalbum                                                    |
| Tempest                                                                      | 07-09-2012            | 15-09-2012            | 1(1wk)          | 20           | Studioalbum                                                      |
| Another Self Portrait (1969-1971) The Bootleg Series Vol.10                  | 27-08-2013            | 31-8-2013             | 2               | 10           | The Bootleg Series / Verzamelalbum                               |
| The Complete Album Collection Vol. One                                       | 05-11-2013            | 09-11-2013            | 58              | 1            | Verzamelalbum                                                    |
| The Basement Tapes Complete, The Bootleg Series Vol. 11                      | 31-10-2014            | 08-11-2014            | 6               | 12           | The Bootleg Series / Verzamelalbum                               |
| Shadows in the Night                                                         | 30-01-2015            | 07-02-2015            | 2               | 14           | Studioalbum (covers)                                             |
| The Cutting Edge Bob Dylan 1965-1966, The Bootleg Series Vol. 12             | 06-11-2015            | 14-11-2015            | 5               | 6            | The Bootleg Series / Verzamelalbum                               |
| Fallen Angels                                                                | 20-05-2016            | 28-05-2016            | 7               | 5            | Studioalbum (covers)                                             |
| The 1966 Live Recordings                                                     | 11-11-2016            | 19-11-2016            | 60              | 1            | Livealbum / 36 cd box, Verenigde Staten, Europa en Australië     |
| The Real Royal Albert Hall 1966 Concert!                                     | 02-12-2016            | 10-12-2016            | 57              | 1            | Livealbum                                                        |
| Triplicate                                                                   | 31-03-2017            | 07-04-2017            | 5               | 3            | Studioalbum (covers)                                             |
| Trouble No More, The Bootleg Series Vol.13, 1979-1981                        | 03-11-2017            | 10-11-2017            | 9               | 2            | The Bootleg Series / Verzamelalbum                               |
| More Blood, More Tracks, The Bootleg Series Vol.14                           | 02-11-2018            | 09-11-2018            | 7               | 4            | The Bootleg Series / Verzamelalbum                               |
| The Rolling Thunder Revue, Bob Dylan The 1975 Live Recordings                | 07-06-2019            | 14-06-2019            | 31              | 2            | Livealbum                                                        |
| Travelin' Thru 1967-1969, The Bootleg Series Vol.15                          | 01-11-2019            | 09-11-2019            | 11              | 2            | The Bootleg Series / Verzamelalbum (met Johnny Cash)             |
| Rough and Rowdy Ways                                                         | 19-06-2020            | 26-06-2020            | 1(2wk)          | 9            | Studioalbum                                                      |
| Bob Dylan 1970                                                               | 26-02-2021            | 05-03-2021            | 18              | 1            | Verzamelalbum met als speciale gast George Harrison              |
| Springtime in New York, The Bootleg Series Vol.16 1980-1985                  | 17-09-2021            | 24-09-2021            | 11              | 2            | The Bootleg Series / Verzamelalbum                               |
| Fragments, Time Out of Mind sessions (1996-1997), The Bootleg Series Vol.17  | 27-01-2023            | 04-02-2023            | 5               | 2            | The Bootleg Series / Verzamelalbum                               |
| Shadow Kingdom                                                               | 02-06-2023            | 09-06-2023            | 13              | 1            | Studioalbum / Soundtrack                                         |
| The Complete Budokan 1978                                                    | 17-11-2023            | -                     |                 |              | Livealbum, 28-2-1978 en 01-03-1978, Tokyo, Japan                 |
| The 1974 Live Recordings, Bob Dylan and The Band                             | 20-09-2024            | 28-09-2024            | 28              | 1            | Livealbum / USA, Canada tour 1974, 27 cd box                     |

| Album met hitnotering(en) in de Vlaamse Ultratop 200 albums                  | Datum van verschijnen | Datum van binnenkomst | Hoogste positie | Aantal weken | Opmerkingen                        |
| ---------------------------------------------------------------------------- | --------------------- | --------------------- | --------------- | ------------ | ---------------------------------- |
| MTV Unplugged                                                                | 1995                  | 06-05-1995            | 27              | 3            | Livealbum                          |
| Time Out of Mind                                                             | 1997                  | 04-10-1997            | 11              | 5            | Studioalbum                        |
| Live 1966 (The Bootleg Series Volume 4)                                      | 1998                  | 24-10-1998            | 27              | 3            | The Bootleg Series / Livealbum     |
| The Essential                                                                | 2001                  | 09-06-2001            | 37              | 2            | Verzamelalbum                      |
| Love and Theft                                                               | 2001                  | 15-09-2001            | 7               | 6            | Studioalbum                        |
| The Bootleg Series Vol. 6 - Live 1964 Concert at Philharmonic Hall           | 2004                  | 10-04-2004            | 77              | 3            | The Bootleg Series / Livealbum     |
| The Bootleg Series Vol. 7: No Direction Home                                 | 2005                  | 17-09-2005            | 31              | 6            | The Bootleg Series / Soundtrack    |
| Modern Times                                                                 | 2006                  | 02-09-2006            | 2               | 31           | Studioalbum                        |
| Dylan                                                                        | 2007                  | 06-10-2007            | 26              | 18           | Verzamelalbum                      |
| Tell Tale Signs: The Bootleg Series Vol. 8 - Rare and Unreleased - 1989-2006 | 2008                  | 11-10-2008            | 12              | 14           | The Bootleg Series / Verzamelalbum |
| Together Through Life                                                        | 2009                  | 02-05-2009            | 3               | 16           | Studioalbum                        |
| Christmas in the Heart                                                       | 2009                  | 17-10-2009            | 22              | 12           | Studioalbum (covers)               |
| The Bootleg Series Vol. 9: The Witmark Demos - 1962-1964                     | 2010                  | 23-10-2010            | 24              | 5            | The Bootleg Series / Verzamelalbum |
| Tempest                                                                      | 2012                  | 15-09-2012            | 2               | 28           | Studioalbum                        |
| Another Self Portrait (1969-1971) - The Bootleg Series Vol.10                | 2013                  | 31-08-2013            | 3               | 25           | The Bootleg Series / Verzamelalbum |
| The Complete Album Collection Vol. One                                       | 2013                  | 09-11-2013            | 86              | 6            | Verzamelalbum                      |
| The 30th Anniversary Concert Celebration                                     | 2014                  | 08-03-2014            | 86              | 5            | Livealbum                          |
| The Bootleg Series Vol. 11 - The Basement Tapes - Raw                        | 2014                  | 08-11-2014            | 15              | 18           | The Bootleg Series / Verzamelalbum |
| Shadows in the Night                                                         | 2015                  | 07-02-2015            | 3               | 28           | Studioalbum (covers)               |
| The Bootleg Series Vol. 12 - 1965-1966: The Best of the Cutting Edge         | 2015                  | 14-11-2015            | 8               | 12           | The Bootleg Series / Verzamelalbum |
| Fallen Angels                                                                | 2016                  | 28-05-2016            | 3               | 22           | Studioalbum (covers)               |
| The 1966 Live Recordings                                                     | 2016                  | 19-11-2016            | 88              | 3            | Livealbum                          |
| The Real Royal Albert Hall 1966 Concert!                                     | 2016                  | 10-12-2016            | 58              | 10           | Livealbum                          |
| Triplicate                                                                   | 2017                  | 08-04-2017            | 7               | 13           | Studioalbum (covers)               |
| Trouble No More - The Bootleg Series Vol.13                                  | 2017                  | 11-11-2017            | 11              | 11           | The Bootleg Series / Verzamelalbum |
| More Blood, More Tracks - The Bootleg Series Vol.14                          | 2018                  | 10-11-2018            | 6               | 8*           | The Bootleg Series / Verzamelalbum |

### Singles
Hieronder overzichten van de singles van Bob Dylan en hoe zij in diverse hitlijsten verschenen.
| Single met eventuele hitnotering(en) in de Nederlandse Top 40 | Datum van verschijnen | Datum van binnenkomst | Hoogste positie | Aantal weken | Opmerkingen                               |
| ------------------------------------------------------------- | --------------------- | --------------------- | --------------- | ------------ | ----------------------------------------- |
| Subterranean Homesick Blues / The Times They Are a-Changin'   | 1965                  | 22-05-1965            | 26              | 9            |                                           |
| Like a Rolling Stone                                          | 1965                  | 28-08-1965            | 7               | 12           |                                           |
| Positively 4th Street                                         | 1965                  | 13-11-1965            | 24              | 5            |                                           |
| Can You Please Crawl Out of Your Window?                      | 1965                  | -                     | -               | -            |                                           |
| Rainy Day Women ♯12 & 35                                      | 1966                  | 21-05-1966            | 9               | 10           |                                           |
| I Want You                                                    | 1966                  | 30-07-1966            | 24              | 7            |                                           |
| Just Like a Woman                                             | 1966                  | 17-09-1966            | 30              | 3            |                                           |
| John Wesley Harding                                           | 1968                  | 30-03-1968            | tip             | -            |                                           |
| I Threw It All Away                                           | 1969                  | 14-06-1969            | 16              | 6            | Nr. 17 in de Single Top 100               |
| Lay Lady Lay                                                  | 1969                  | 26-07-1969            | tip             | -            |                                           |
| Lay Lady Lay                                                  | 1969                  | 16-08-1969            | tip             | -            |                                           |
| Wigwam                                                        | 1970                  | 29-08-1970            | 3               | 10           | Nr. 3 in de Single Top 100                |
| If Not for You                                                | 1971                  | 27-03-1971            | tip5            | -            | Nr. 30 in de Single Top 100               |
| Watching the River Flow                                       | 1971                  | 24-07-1971            | 24              | 4            | Nr. 18 in de Single Top 100               |
| George Jackson                                                | 1972                  | 08-01-1972            | 12              | 5            | Nr. 11 in de Single Top 100 / Alarmschijf |
| Knockin' on Heaven's Door                                     | 1973                  | 22-09-1973            | tip11           | -            |                                           |
| On a Night Like This                                          | 1974                  | 02-03-1974            | tip3            | -            |                                           |

| Single met hitnotering(en) in de Vlaamse Ultratop 50     | Datum van verschijnen | Datum van binnenkomst | Hoogste positie | Aantal weken | Opmerkingen |
| -------------------------------------------------------- | --------------------- | --------------------- | --------------- | ------------ | ----------- |
| Wigwam                                                   | 1970                  | 12-09-1970            | 9               | 12           |             |
| Tight Connection to My Heart (Has Anybody Seen My Love?) | 1985                  | 29-06-1985            | 38              | 2            |             |
| Duquesne Whistle                                         | 2012                  | 15-09-2012            | tip71           | -            |             |
| Stay with Me                                             | 2015                  | 07-02-2015            | tip67           | -            |             |

### NPO Radio 2 Top 2000
| Nummers met noteringen in de NPO Radio 2 Top 2000 | '99  | '00  | '01  | '02  | '03  | '04  | '05  | '06  | '07  | '08  | '09 | '10  | '11  | '12  | '13  | '14  | '15  | '16  | '17  | '18  | '19  | '20  | '21  | '22  | '23  | '24  |
| ------------------------------------------------- | ---- | ---- | ---- | ---- | ---- | ---- | ---- | ---- | ---- | ---- | --- | ---- | ---- | ---- | ---- | ---- | ---- | ---- | ---- | ---- | ---- | ---- | ---- | ---- | ---- | ---- |
| Blowin' in the Wind                               | 94   | 147  | 179  | 195  | 211  | 194  | 205  | 188  | 168  | 173  | 210 | 199  | 262  | 317  | 331  | 488  | 412  | 417  | 549  | 605  | 653  | 680  | 720  | 888  | 961  | 1106 |
| Don't Think Twice, It's All Right                 | -    | -    | -    | -    | -    | -    | -    | -    | -    | -    | -   | -    | -    | -    | -    | -    | -    | -    | -    | 1850 | 1947 | 1961 | -    | -    | -    | -    |
| Hurricane                                         | 144  | 56   | 56   | 66   | 83   | 60   | 66   | 70   | 55   | 61   | 58  | 58   | 70   | 95   | 73   | 115  | 127  | 100  | 133  | 160  | 208  | 220  | 275  | 323  | 394  | 400  |
| I Threw It All Away                               | 1601 | -    | -    | -    | -    | -    | -    | -    | -    | -    | -   | -    | -    | -    | -    | -    | -    | -    | -    | -    | -    | -    | -    | -    | -    | -    |
| I Want You                                        | 1021 | -    | 1167 | 985  | 741  | 387  | 514  | 609  | 476  | 546  | 527 | 592  | 751  | 555  | 671  | 963  | 867  | 1025 | 1290 | 1335 | 1646 | 1815 | 1849 | -    | -    | -    |
| I'll Be Your Baby Tonight                         | -    | 1440 | -    | 1915 | 1902 | 1882 | 1863 | -    | 1759 | 1965 | -   | -    | -    | -    | -    | -    | -    | -    | -    | -    | -    | -    | -    | -    | -    | -    |
| Just Like a Woman                                 | 760  | -    | 718  | 679  | 427  | 507  | 630  | 701  | 585  | 595  | 771 | 620  | 809  | 1136 | 1145 | 1361 | 1378 | 1628 | 1698 | -    | -    | -    | -    | -    | -    | -    |
| Knockin' on Heaven's Door                         | 271  | 222  | 393  | 358  | 357  | 264  | 366  | 354  | 237  | 286  | 442 | 388  | 477  | 534  | 473  | 682  | 767  | 782  | 882  | 791  | 997  | 1102 | 1131 | 1450 | 1551 | 1243 |
| Lay Lady Lay                                      | 858  | -    | 1110 | 830  | 755  | 650  | 666  | 720  | 608  | 661  | 751 | 707  | 860  | 1111 | 999  | 1246 | 1428 | 1592 | 1976 | -    | -    | -    | -    | -    | -    | -    |
| Like a Rolling Stone                              | 169  | 88   | 195  | 215  | 200  | 110  | 133  | 138  | 100  | 125  | 149 | 174  | 174  | 253  | 233  | 261  | 279  | 345  | 385  | 598  | 643  | 727  | 786  | 1047 | 1094 | 1089 |
| Rainy Day Women #12 & 35                          | 1534 | -    | -    | 1476 | 1421 | 1132 | 1769 | 1802 | 1568 | 1597 | -   | -    | -    | -    | -    | -    | -    | -    | -    | -    | -    | -    | -    | -    | -    | -    |
| Subterranean Homesick Blues                       | -    | -    | -    | -    | -    | -    | 1538 | 916  | 827  | 1388 | 919 | 1032 | 1082 | 1442 | 873  | 1319 | 1407 | 1812 | -    | -    | -    | -    | -    | -    | -    | -    |
| The Times They Are a-Changin'                     | 291  | 410  | 555  | 563  | 699  | 557  | 617  | 539  | 420  | 519  | 492 | 462  | 494  | 547  | 469  | 709  | 644  | 666  | 712  | 750  | 1034 | 965  | 1045 | 1324 | 1382 | 1360 |

1. ↑  Een '-' betekent dat het nummer niet was genoteerd en een vetgedrukt getal geeft de hoogste notering van een nummer aan.

### Dvd's
| Dvd's met eventuele hitnoteringen in de Nederlandse Music Top 30           | Datum van verschijnen | Datum van binnenkomst | Hoogste positie | Aantal weken | Opmerkingen |
| -------------------------------------------------------------------------- | --------------------- | --------------------- | --------------- | ------------ | ----------- |
| MTV Unplugged                                                              | 2004                  | 10-04-2004            | 28              | 1            |             |
| No Direction Home                                                          | 2005                  | 26-11-2005            | 9               | 20           |             |
| Don't Look Back                                                            | 2007                  | 05-05-2007            | 3               | 19           |             |
| The Other Side of the Mirror - Live at the Newport Folk Festival 1963-1965 | 2007                  | 10-11-2007            | 12              | 3            |             |
| The 30th Anniversary Concert Celebration                                   | 2014                  | 08-03-2014            | 2               | 45           |             |

## Covers
Zijn werk is door velen gecoverd.

### Engelstalige covers
Grote namen danken een deel van hun succes aan nummers van Dylan, zoals The Byrds met hun eigen arrangementen van onder meer "Mr. Tambourine Man", "All I really want to do" en "My Back Pages". De vermaarde folkzangeres Joan Baez in wier voorprogramma Dylan in zijn beginperiode optrad en met wie hij ook duetten zong, vertolkte later van hem onder meer "Sad Eyed Lady of the Lowlands". Sheryl Crow nam in 1998 zijn nummer "Mississippi" op, al is dat feitelijk geen cover omdat Dylan het zelf pas in 2001 opnam en uitbracht. Ook anderen coverden nummers van Dylan, onder wie Johnny Cash en June Carter Cash ("It Ain't Me"), The Turtles ("It Ain't Me", "Love Minus Zero/No Limit" en "Like a Rolling Stone"), Jimi Hendrix ("All Along the Watchtower"), The Rolling Stones ("Like a Rolling Stone"), Guns N' Roses ("Knockin' on Heaven's Door"), Red Hot Chili Peppers ("Subterranean Homesick Blues"), ex-Stranglers voorman Hugh Cornwell ("Stuck inside of mobile with the Memphis blues again"), Rage Against the Machine ("Maggie's Farm") en Neil Diamond ("Lay Lady Lay" en "Make You Feel My Love"). In 1966 nam Elvis Presley "Tomorrow Is a Long Time", een Dylan-song uit 1962 op, Dylan vond dit een prachtige versie. Adele coverde "Make You Feel My Love" voor haar album 19 dat uitkwam in 2008. Hiermee brak ze in onder meer Nederland door bij het grote publiek.
Meerdere ariesten hebben een volledig album met Dylansongs opgenomen zoals Odetta met Odetta Sings Dylan uit 1965, Bryan Ferry met Dylanesque uit 2007, Lucinda Williams met Bob's Back Pages: A Night of Bob Dylan songs uit 2021, en in 2023 Cat Power met Cat Power Sings Dylan, een live-album waarin zij het optreden van Dylan met The Hawks in het Verenigd Koninkrijk uit 1966 naspeelt.
Voor de film Watchmen heeft My Chemical Romance het nummer "Desolation Row" gecoverd.

### Nederlandstalige covers
Twee speciale gevallen zijn het hommagenummer "In De Hemel Is Geen Dylan (Daarom Draaien Wij Hem Hier)" door De Nieuwe Snaar en Freek de Jonges hit "Leven Na De Dood" dat onder een andere tekst de melodie van Bob Dylans "Death Is Not The End" covert.
Schrijver en muzikant Ernst Jansz vertaalde in 2008 en 2009 twaalf teksten van Bob Dylan. Aan een goede vriend deed hij in brieven, later gebundeld in een boek, nauwgezet verslag van zijn twijfels, zijn enthousiasme en zijn zoektocht naar achtergrondverhalen. Dit boek kreeg de titel Dromen van Johanna, evenals de gelijknamige cd, de dvd en de theatertournee, waar Jansz wordt begeleid door Guus Paat van het Indisch Muzikanten Collectief.
| Artiest                                     | Titel                           | Origineel                     | Jaar | Album                       |
| ------------------------------------------- | ------------------------------- | ----------------------------- | ---- | --------------------------- |
| Boudewijn de Groot                          | Er komen andere tijden          | The Times They are A-Changin' | 1966 | Boudewijn de Groot          |
| Herman van Veen                             | Ik wil jou                      | I Want You                    | 1969 | Herman van Veen II          |
| Drukwerk                                    | Ik verveel me zo                | A Hard Rain's Gonna Fall      | 1979 | Single                      |
| Drukwerk                                    | Gaat het ooit voorbij           | It's All Over Now, Baby Blue  | 1982 | Tweede druk                 |
| Drukwerk                                    | Niemand wint                    | I Shall Be Released           | 1983 | (N)iemand wint              |
| Freek de Jonge                              | Leven na de dood                | Death Is Not The End          | 1997 | Gemeen goed (?)             |
| Roland Van Campenhout & Wannes Van de Velde | Oorlogsgeleerden                | Masters of War                | 2000 | De Nomaden van de Muziek    |
| Ernst Jansz                                 | Huiswaarts                      | Tomorrow's a long time        | 2006 | Molenbeekstraat             |
| Ernst Jansz                                 | Corrina Corrina                 | Corrina Corrina               | 2010 | Dromen van Johanna          |
| Ernst Jansz                                 | Zware Regen                     | A Hard Rain's Gonna Fall      | 2010 | Dromen van Johanna          |
| Ernst Jansz                                 | Uit Spanje Spaanse Laarzen      | Boots of Spanish Leather      | 2010 | Dromen van Johanna          |
| Ernst Jansz                                 | Voor Ramona                     | To Ramona                     | 2010 | Dromen van Johanna          |
| Ernst Jansz                                 | De Verlorenstraat               | Desolation Row?               | 2010 | Dromen van Johanna          |
| Ernst Jansz                                 | Als Een Vrouw                   | Just Like a Woman             | 2010 | Dromen van Johanna          |
| Ernst Jansz                                 | Dromen Van Johanna              | Visions of Johanna            | 2010 | Dromen van Johanna          |
| Ernst Jansz                                 | Droeve Dame Van Het Laagland    | Sad Eyed Lady of the Lowlands | 2010 | Dromen van Johanna          |
| Ernst Jansz                                 | Liefde Min Nul                  | Love Minus Zero               | 2010 | Dromen van Johanna          |
| Ernst Jansz                                 | Huiswaarts                      | Tomorrow's a long time        | 2010 | Dromen van Johanna          |
| Ernst Jansz                                 | Iedere Korrel Zand              | Every Grain of Sand           | 2010 | Dromen van Johanna          |
| Ernst Jansz                                 | Het Meisje Van De Rode Rivier   | Red River Shore               | 2010 | Dromen van Johanna          |
| Bart Peeters                                | Ik wil je (nooit meer kwijt)    | I want you                    | 2006 | Slimmer dan de zanger       |
| Bart Peeters                                | Hoeveel ik van je hou           | To make you feel my love      | 2010 | De ideale man (Luxe editie) |
| Guido Belcanto                              | Ik ben niet de man die je zoekt | It Ain't Me Babe              | 2011 | Een man als ik              |
| Huub van der Lubbe                          | Tot jij mijn liefde voelt       | Make You Feel My Love         | 2013 | Simpel verlangen            |

### Friestalige covers
Friestalige covers zijn in 2010 opgenomen door Jan Tekstra en anderen op een cd getiteld In Frysk earbetoan oan Bob Dylan: Dylan in het Fries: Earder as letter. Daarvoor had Tekstra samen met Johan Keus al twee coveralbums opgenomen: Dylan yn it Frysk (2004) en Dylan yn it Frysk 2 (2005).
| In Frysk earbetoan oan Bob Dylan: Dylan in het Fries: Earder as letter | In Frysk earbetoan oan Bob Dylan: Dylan in het Fries: Earder as letter | In Frysk earbetoan oan Bob Dylan: Dylan in het Fries: Earder as letter | In Frysk earbetoan oan Bob Dylan: Dylan in het Fries: Earder as letter |
| ---------------------------------------------------------------------- | ---------------------------------------------------------------------- | ---------------------------------------------------------------------- | ---------------------------------------------------------------------- |
| 1.                                                                     | Ien bak kofje noch                                                     | One more cup of coffee                                                 | Kim Stolker                                                            |
| 2.                                                                     | Ruzjend yn e wyn                                                       | Blowin' in the wind                                                    | Twarres                                                                |
| 3.                                                                     | Foar altyd jong                                                        | Forever young                                                          | Ernst Langhout & Johan Keus                                            |
| 4.                                                                     | As it dien is skat                                                     | When the deal goes down                                                | Jan Tekstra                                                            |
| 5.                                                                     | Learen Spaanske skuon                                                  | Boots of Spanish leather                                               | Reina Rodina                                                           |
| 6.                                                                     | Klear om te gean                                                       | Not dark yet                                                           | Die Twa                                                                |
| 7.                                                                     | It is swier waar dat oer us komme sil                                  | A hard rain's a-gonna fall                                             | Raynaud Ritsma                                                         |
| 8.                                                                     | Bring my nei de himeldoar                                              | Tryin' to get to heaven                                                | Mink                                                                   |
| 9.                                                                     | Emosjoneel fan dy                                                      | Emotionally yours                                                      | Three-Ality                                                            |
| 10.                                                                    | Earder as letter                                                       | One of us must know /Sooner or later                                   | Meindert Talma                                                         |
| 11.                                                                    | Blues fan it fjoer                                                     | Fixin' to die blues                                                    | Tsead Bruinja                                                          |
| 12.                                                                    | Roffel op e himeldoar                                                  | Knockin' on heaven's door                                              | alle artiesten                                                         |